# 12. Dezember
Der 12. Dezember ist der 346. Tag des gregorianischen Kalenders (der 347. in Schaltjahren), somit bleiben 19 Tage bis zum Jahresende.

## Ereignisse

### Politik und Weltgeschehen

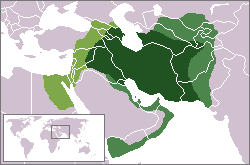
627: Sassanidenreich (um 620)

- 0627: Die Byzantiner unter Kaiser Herakleios siegen in der Schlacht bei Ninive über die Sassaniden unter dem General Rhazates, der im Kampf fällt. Die Schlacht entscheidet den letzten Römisch-Persischen Krieg zugunsten von Ostrom/Byzanz.
- 1098: Im Ersten Kreuzzug erobern Kreuzfahrer die südöstlich von Antiochia gelegene Stadt Maarat an-Numan. Alle männlichen Bewohner werden massakriert, Frauen und Kinder versklavt. Auf Grund der seit Monaten anhaltenden schlechten Versorgungslage und Nahrungsknappheit unter den Kreuzfahrern kommt es zu Fällen von Kannibalismus.
- 1604: In Frankreich wird die Paulette eingeführt, eine Steuer, die den Beamten die Erblichkeit ihrer Stellen sichert.
- 1643: Dreißigjähriger Krieg: Zwischen Dänemark und Schweden bricht der Torstenssonkrieg aus. Von Lennart Torstensson geführte schwedische Truppen greifen unerwartet dänische Landesteile in Holstein an.
- 1677: In der Schlacht von Tobago im Holländischen Krieg siegen französische Streitkräfte über die niederländischen Verteidiger, die im März des Jahres einen ersten Landungsversuch der Franzosen auf der Karibik-Insel Tobago abwehren konnten.
- 1787: Pennsylvania ratifiziert als zweiter US-Bundesstaat die Verfassung der Vereinigten Staaten.

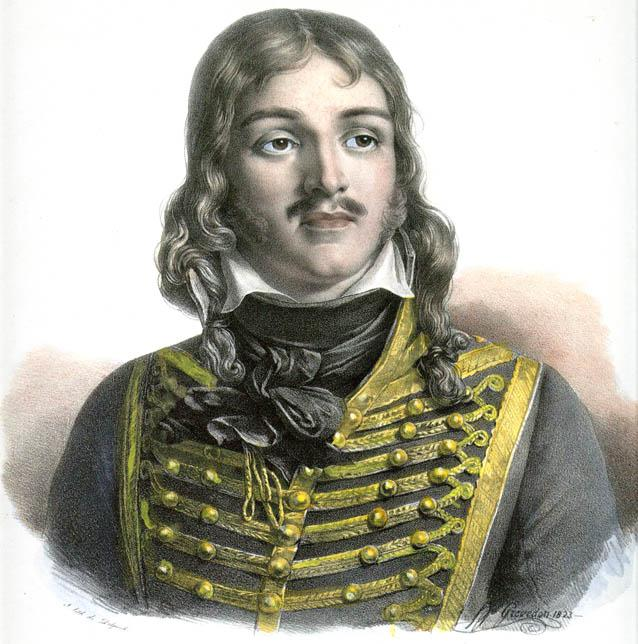
1793: François Séverin Marceau

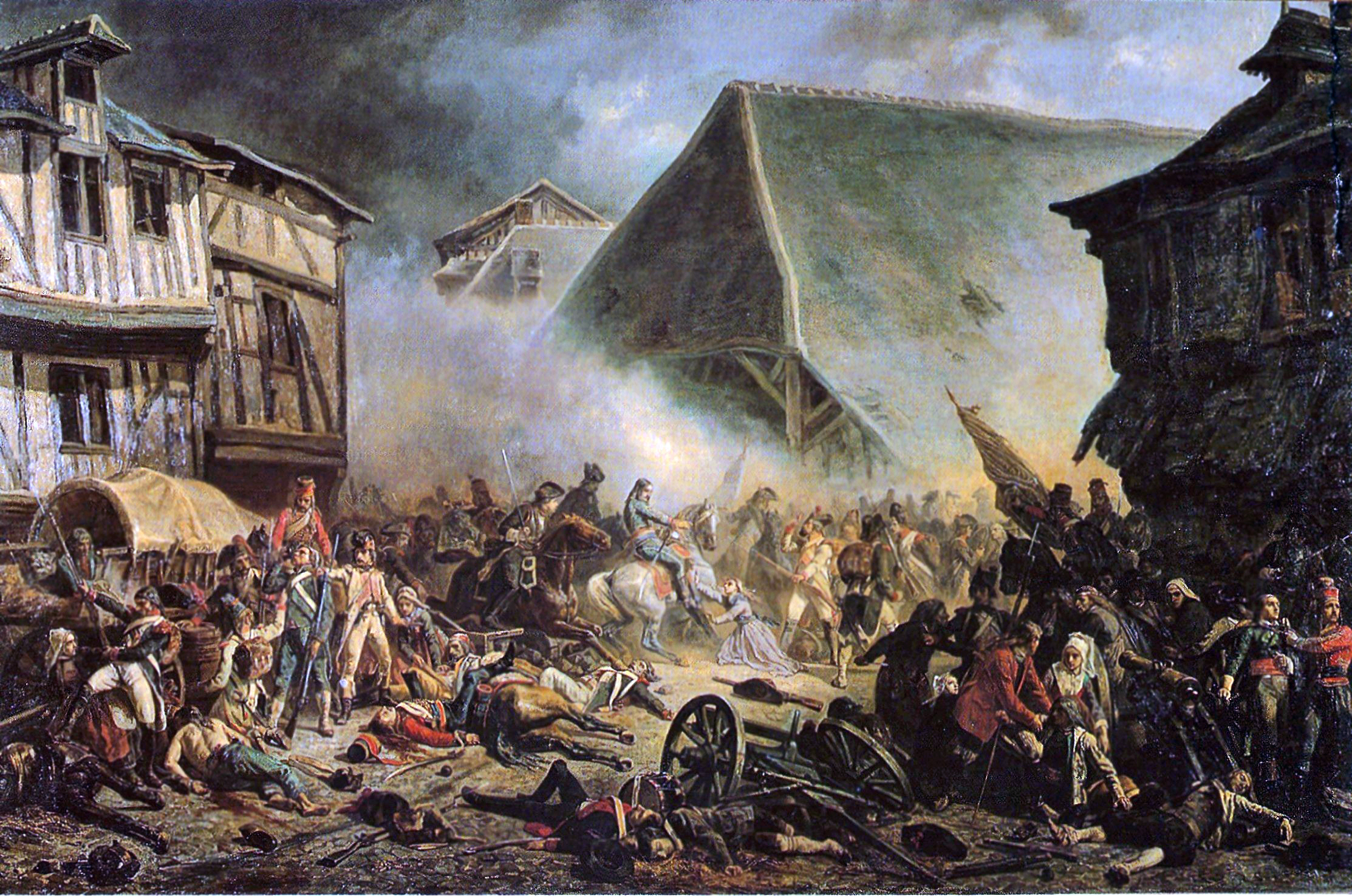
1793: Schlacht bei Le Mans

- 1793: Ein Heer der französischen Armee unter dem Befehl von François Séverin Marceau bezwingt bei Le Mans einen Heerhaufen von 15.000 Menschen, die sich am Aufstand der Vendée beteiligen.
- 1799: Die nach dem Staatsstreich des 18. Brumaire VIII (9. November 1799) in Frankreich von Napoleon Bonaparte in Auftrag gegebene Verfassung des Konsulats tritt in Kraft.
- 1830: Das Osmanische Reich erkennt die faktische Selbstständigkeit Serbiens an, die Miloš Obrenović erkämpft hat. Völkerrechtlich wird das Land jedoch erst 1878 unabhängig.
- 1837: König Ernst August I. von Hannover entlässt die Göttinger Sieben. Er wirft den Professoren der Universität Göttingen, die gegen die Aufhebung der 1833 eingeführten liberalen Verfassung im Königreich protestiert haben, Hochverrat vor.

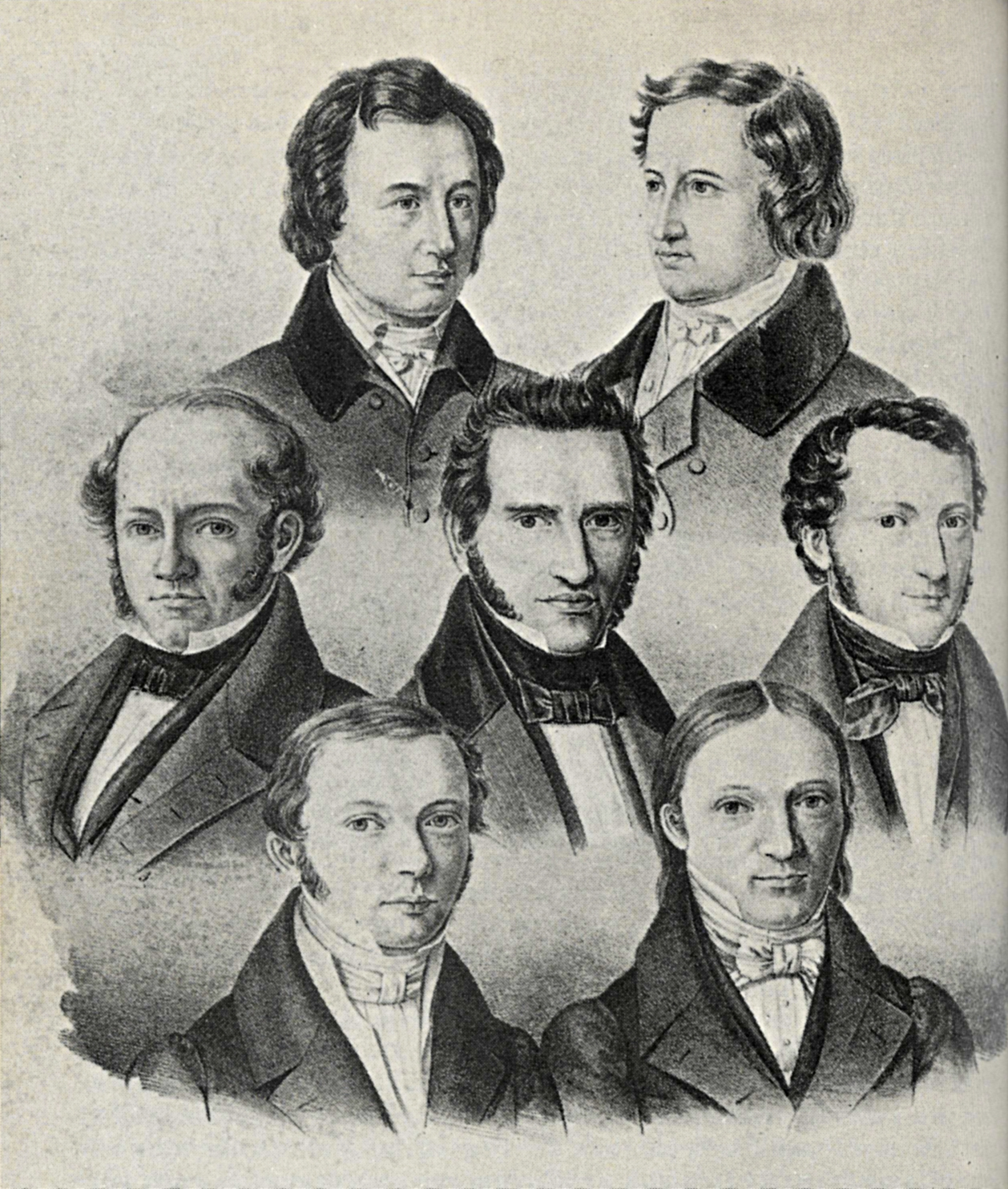
1837: Die Göttinger Sieben

- 1870: Joseph Hayne Rainey aus South Carolina wird als erster Afroamerikaner in das Repräsentantenhaus der Vereinigten Staaten gewählt.
- 1897: Das offiziell gegründete Belo Horizonte wird zur Hauptstadt des brasilianischen Bundesstaats Minas Gerais. Die kleine Siedlung um einen Bauernhof ist von einem Stadtplaner auf dem Reißbrett zur Metropole fortentwickelt worden.
- 1905: Die Beschlagnahme eines Zuckerlagers und die öffentliche Auspeitschung des größten Zuckerhändlers Seyed Hashem Ghandi und seines Sohnes führen zu einem Aufruhr in Teheran und markieren den Beginn der Konstitutionellen Revolution im Iran.
- 1911: Der britische König Georg V. wird auf dem Durbar (Hoftag) in Delhi zum Kaiser von Indien proklamiert; es ist die einzige Kaiserproklamation in Indien in Anwesenheit des Monarchen während der britischen Kolonialherrschaft. Im Rahmen der Krönungsfeierlichkeiten verkündet er die Verlegung der Hauptstadt Britisch-Indiens von Kalkutta in die alte Mogul-Hauptstadt Delhi, beziehungsweise das eigens dafür neu anzulegende Regierungsviertel Neu-Delhi.
- 1914: Victor Hugo de Azevedo Coutinho wird neuer Ministerpräsident von Portugal.
- 1915: Yuan Shikai, der erste Präsident der Republik China, proklamiert sich selbst zum Kaiser Hongxian. Das erneuerte Kaiserreich China währt jedoch nur 83 Tage.
- 1916: Reichskanzler Theobald von Bethmann Hollweg bietet den Alliierten im Ersten Weltkrieg Friedensverhandlungen an. Das Friedensangebot der Mittelmächte wird am 30. Dezember jedoch abgewiesen.
- 1935: In Deutschland wird der Lebensborn e. V. gegründet, ein staatlich geförderter Verein, der auf der Grundlage der „nationalsozialistischen Rassenhygiene“ und Gesundheitsideologie der Erhöhung der Geburtenrate zur Zucht einer reinen, „arischen Elite“ dienen soll.

- 1936: Der Kriegsherr Zhang Xueliang entführt den Kuomintang-Führer Chiang Kai-shek bei einem Truppenbesuch. Der Zwischenfall von Xi’an endet mit der Freilassung Chiangs nach zwei Wochen.
- 1937: Im Zweiten Japanisch-Chinesischen Krieg versenken japanische Flieger die USS Panay, die US-Bürger aus Nanjing evakuieren will, und zwei US-amerikanische Öltanker. Drei Menschen kommen bei dem Angriff ums Leben, fast 50 werden verwundet. Obwohl sich Japan in der Folge offiziell entschuldigt und eine Entschädigung von über zwei Millionen Dollar zahlt, verändert der Panay-Vorfall das Japanbild in den USA nachhaltig.
- 1942: Unternehmen Wintergewitter, der Versuch der deutschen Wehrmacht, während des Russlandfeldzugs des Zweiten Weltkriegs die im Kessel von Stalingrad eingeschlossene 6. Armee zu entsetzen, beginnt. Der Angriff dauert bis zum 23. Dezember.
- 1946: Schah Mohammad Reza Pahlavi marschiert in die iranische Provinz Aserbaidschan ein. Die Mitglieder der kommunistischen Aserbaidschanischen Volksregierung werden verhaftet oder fliehen in die Sowjetunion.
- 1948: 13 liberale Landesverbände der westlichen Besatzungszonen schließen sich in Heppenheim zur FDP zusammen.
- 1963: Die Kronkolonie Kenia wird von Großbritannien unabhängig. Jomo Kenyatta wird erster Premierminister des ostafrikanischen Staats.
- 1979: Die NATO verabschiedet den NATO-Doppelbeschluss, mit dem einerseits dem Warschauer Pakt Verhandlungen angeboten, gleichzeitig aber die Aufstellung neuer US-Raketen in Westeuropa in Aussicht gestellt werden. In der Bundesrepublik Deutschland löst er in der Folge jahrelange Proteste der Friedensbewegung aus.
- 1980: Flächensanierung: In Berlin-Kreuzberg 36 kommt es zur ersten schweren Straßenschlacht zwischen Hausbesetzerszene und Polizei.
- 1984: In Mauretanien wird Mohamed Khouna Ould Haidalla durch den Militärputsch von Oberst Maaouya Ould Sid’Ahmed Taya gestürzt.
- 1985: Rot-grüne Koalition in Hessen: Mit der Vereidigung Joschka Fischers übernimmt erstmals in der Geschichte der Partei ein Grüner ein Ministeramt. Fischer erregt bei der Zeremonie durch seine Sportschuhe Aufsehen.
- 1993: Bei den ersten freien Wahlen zur wiedereingeführten Duma in Russland gewinnen die Liberal-Demokratische Partei Russlands und die Kommunistische Partei der Russischen Föderation. Gleichzeitig wird die von Boris Jelzin vorgelegte neue Verfassung vom russischen Volk in einem Referendum gebilligt.
- 1996: Udai Hussein, der Sohn des irakischen Diktators Saddam Hussein, wird bei einem Attentat schwer verletzt.
- 2000: Äthiopien und Eritrea schließen den Friedensvertrag von Algier, der den Eritrea-Äthiopien-Krieg beendet.
- 2003: Paul Martin, Vorsitzender der Liberalen Partei Kanadas, wird zum kanadischen Premierminister ernannt.
- 2012: Das Steuerabkommen Deutschland–Schweiz scheitert endgültig im Vermittlungsausschuss von Bundestag und Bundesrat.
- 2015: Bei der Klimakonferenz der Vereinten Nationen wird das Übereinkommen von Paris beschlossen, mit dem der CO₂-Ausstoß weltweit deutlich reduziert werden soll.

### Wirtschaft
- 1925: Im kalifornischen San Luis Obispo eröffnet mit dem Motel Inn das erste Motel überhaupt.
- 1955: Christopher Cockerell meldet das erste Luftkissenfahrzeug (Hovercraft) zum Patent an.
- 1967: In der DDR kommen neue Banknoten und Münzen in Umlauf, die entsprechend dem Gesetz über die Staatsbank der DDR vom 1. Dezember nicht länger die Bezeichnung Mark der Deutschen Notenbank tragen, sondern Mark der Deutschen Demokratischen Republik. Dies geht einher mit der Umbenennung der nationalen Zentralbank in Staatsbank der DDR zum Jahreswechsel.
- 2004: Die erste Etappe des Eisenbahn-Großprojekts Bahn 2000 wird in der Schweiz eingeführt.

### Wissenschaft und Technik
- 1901: Guglielmo Marconi gelingt die erste Funkbrücke über den Atlantik.
- 1915: Mit der Junkers J 1 absolviert das weltweit erste Ganzmetallflugzeug einen ersten Probeflug.
- 1953: Chuck Yeager fliegt als zweiter Mensch mit der Bell X-1 A mehr als doppelte Schallgeschwindigkeit und übertrifft mit gemessenen Mach 2.44 seinen Vorgänger Albert Scott Crossfield.

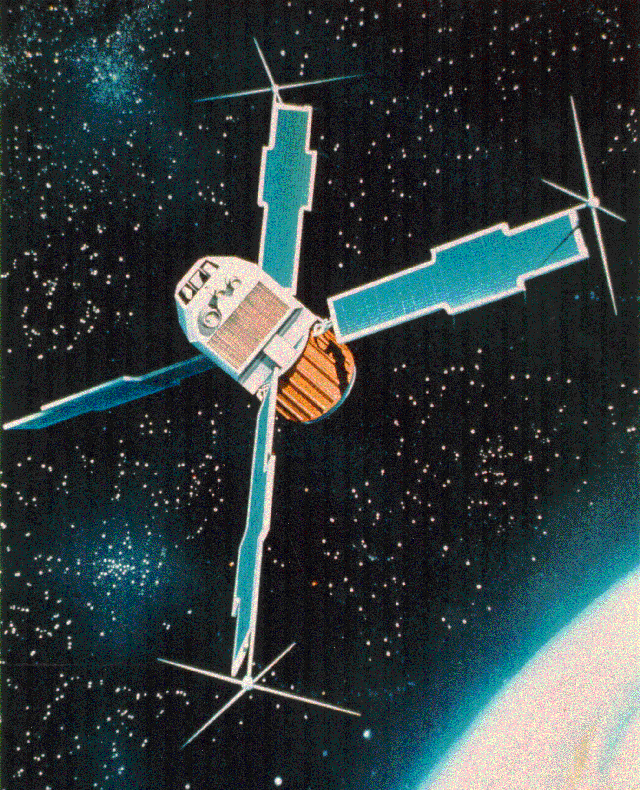
1970: Uhuru

- 1970: Mit Uhuru startet die NASA einen ersten röntgen-astronomischen Satelliten von der Küste Kenias aus. Er soll das All nach Röntgenquellen durchsuchen.

### Kultur
- 1880: In Paris findet die Uraufführung der Oper Don Rodrigue von Georges Bizet statt.
- 1897: Inspiriert von Max und Moritz erscheint der Cartoon The Katzenjammer Kids von Rudolph Dirks, in der Folge einer der langlebigsten Zeitungscartoons, erstmals im New York Journal.

1913:
Mona Lisa

- 1913: Leonardo da Vincis Bild Mona Lisa taucht in Florenz auf, zwei Jahre nach dem Diebstahl aus dem Pariser Louvre.
- 1927: An der Opéra-Comique in Paris wird Darius Milhauds einaktige Oper Le pauvre matelot mit dem Libretto von Jean Cocteau uraufgeführt.
- 1930: Am Théâtre des Bouffes-Parisiens in Paris erfolgt die Uraufführung der Operette Les Aventures du Roi Pausole von Arthur Honegger nach einem Roman von Pierre Louÿs.
- 1956: Das erste Programm des politischen Kabaretts Münchner Lach- und Schießgesellschaft mit Ursula Herking, Hans Jürgen Diedrich, Klaus Havenstein und Dieter Hildebrandt hat Premiere.
- 1968: Winnetou und Shatterhand im Tal der Toten: die letzte Karl-May-Verfilmung mit Pierre Brice und Lex Barker hat ihre Uraufführung im Mathäser-Filmpalast in München.
- 1981: Manuel Göttsching nimmt in einer einstündigen Session in seinem Berliner Studio das Album E2-E4 auf, das sich später zu einem Meilenstein der elektronischen Musik entwickelt.

### Gesellschaft
- 1961: In Frankreich wird Marie Besnard aus Mangel an Beweisen von der Anklage des zwölffachen Giftmords im dritten Strafprozess freigesprochen.

### Religion
- 1254: Neun Kardinäle wählen in einem Konklave in Neapel Rinaldo dei Conti di Segni zum Nachfolger von Innozenz IV. Er nimmt den Namen Alexander IV. an.
- 1531: Auf dem Hügel Tepeyac im heutigen Mexiko-Stadt erscheint die Jungfrau Maria dem „Indio“ Juan Diego nach dessen Aussagen ein viertes Mal und bittet um Errichtung einer Kirche, die heutige Basilica de Guadalupe, Lateinamerikas bedeutendster Wallfahrtsort.
- 1825: Der Rabbiner Isaak Mannheimer hält die Predigt bei der Grundsteinlegung für den von Joseph Kornhäusel geplanten Stadttempel in Wien. Die am 9. April des Folgejahres fertiggestellte Synagoge wird ein wichtiges Zentrum des jüdischen Lebens in Wien.
- 1838: In München wird der Ludwigs-Missionsverein gegründet, der mit Förderung des Königs Ludwig I. die römisch-katholische Kirche in Nordamerika und in Asien unterstützt.
- 1948: Mit einer Messe für die katholische St. Nicolai-Gemeinde zieht in die Aegidienkirche in Braunschweig wieder kirchliches Leben ein. Seit 1811 diente das Gotteshaus anderen Zwecken und war davor seit 1528 eine protestantische Kirche.
- 1999: Mehr als 60 Jahre nach ihrer Schließung wird die renovierte Kathedrale der Unbefleckten Empfängnis in Moskau, die größte katholische Kirche in ganz Russland, wieder ihrer religiösen Bestimmung als Gotteshaus übergeben.

### Katastrophen
- 1866: Bei zwei Explosionen im Kohlebergwerk „The Oaks Colliery“ in Barnsley sterben insgesamt 361 Bergleute.
- 1917: In der Nacht vom 12. zum 13. Dezember ereignet sich in der Nähe von Saint-Michel-de-Maurienne in den französischen Alpen ein schweres Eisenbahnunglück, als ein aus Italien kommender Militärzug aufgrund überhöhter Geschwindigkeit bei versagenden Bremsen entgleist. Das Ausmaß der Katastrophe (geschätzt 700 Todesopfer) wird wegen des Ersten Weltkrieges durch die Militärzensur zunächst geheim gehalten.
- 1985: Eine Douglas DC-8 der Arrow Air stürzt auf einem militärischen Charterflug unmittelbar nach dem Start in Gander ab. Das Flugzeug sollte Soldaten der Sinai-Friedenstruppe (MFO) aus Ägypten in die USA zurückbringen. Alle 256 Insassen kommen ums Leben.
- 1986: Auf dem Aeroflot-Flug 892 verunglückt eine Tupolew Tu-134 vor der Landung auf dem Flughafen Berlin-Schönefeld. Von den 82 Insassen kommen 72 ums Leben, darunter 20 Schweriner Schüler.
- 1992: Ein Erdbeben der Stärke 7,5 in der Region Flores, Indonesien, fordert ca. 2.500 Todesopfer.
- 1999: Der maltesische Öltanker Erika der TotalFina sinkt vor der bretonischen Küste und löst die schwerste Ölpest in der französischen Geschichte aus.

Kleinere Unglücksfälle sind in den Unterartikeln von Katastrophe und in der Liste von Katastrophen aufgeführt.

### Sport
- 2002: ESPN überträgt mit dem Spiel „St. Vincent – St. Mary HS gegen Oak Hill Academy“ erstmals ein Highschool-Basketballspiel landesweit in den USA.
- 2009: Das Deutsche Curling-Frauenteam gewinnt in Aberdeen die Curling-Europameisterschaft.

Einträge von Leichtathletik-Weltrekorden befinden sich unter der jeweiligen Disziplin unter Leichtathletik.

## Geboren

### Vor dem 18. Jahrhundert
- 1298: Albrecht II., österreichischer Herzog
- 1448: John Talbot, englischer Adeliger
- 1519: Nikolaus Varnbüler, württembergischer Rechtswissenschaftler und Diplomat
- 1526: Alvaro de Bazán, spanischer Flottenkommandant
- 1557: Anton Varus, deutscher Logiker und Mediziner
- 1574: Adam Wenzel, Herzog von Teschen
- 1574: Anna von Dänemark, Ehefrau von Jakob I., Königin von England, Schottland und Irland
- 1581: Stephan I. Thököly, ungarischer Baron und Großgrundbesitzer
- 1591: Johann Christoph von Liechtenstein-Kastelkorn, Bischof von Chiemsee
- 1599: Johannes Hornschuch, deutscher Philologe und Pädagoge
- 1605: Hans Christoph von Königsmarck, deutscher Heerführer in schwedischen Diensten
- 1608: Johann Bartholomäus Krüger, deutscher Mediziner
- 1612: Janusz Radziwiłł, litauischer Feldherr und Reichsfürst des Heiligen Römischen Reiches
- 1621: Jacques Courtois, italienischer Schlachten- und Historienmaler
- 1621: Ferdinand Ludwig von Kolowrat-Liebsteinsky, General und Großprior des Malteserordens
- 1621: Justinian von Welz, österreichischer lutherischer Theologe und Missionar
- 1628: Anna Salome von Manderscheid-Blankenheim, Äbtissin des Frauenstifts Thorn und Fürstäbtissin des Stifts Essen
- 1653: Jeremias Süßner, deutscher Bildhauer
- 1659: Francesco Galli da Bibiena, italienischer Szenograph und Architekt, Bühnenbildner und Dekorationsmaler
- 1669: Urban Gottfried Siber, deutscher evangelischer Theologe
- 1697: Christian von Loß, deutscher Kabinettsminister

### 18. Jahrhundert
- 1712: Karl Alexander von Lothringen, Hochmeister des Deutschen Ordens, Generalfeldmarschall und Gouverneur der Niederlande
- 1715: Gennaro Manna, italienischer Komponist der neapolitanischen Schule
- 1716: Leopoldine Marie von Anhalt-Dessau, Markgräfin von Brandenburg-Schwedt
- 1718: Elisabeth Dorothea von Wiser, pfälzische Gräfin, Grundherrin und Wohltäterin des Dorfes Friedelsheim
- 1721: Christian Gotthelf von Gutschmid, Theologe, Pädagoge und kursächsischer Staatsmann
- 1731: Erasmus Darwin, britischer Dichter, Wissenschaftler und Arzt
- 1733: Christian Friedrich Schwan, deutscher Verleger und Buchhändler
- 1740: Kankō Akera, japanischer Dichter
- 1745: John Jay, US-amerikanischer Jurist, Diplomat und Politiker, Präsident des Kontinentalkongresses, Botschafter in Spanien und Großbritannien, Außenminister, Oberster Richter der USA, Gouverneur von New York
- 1750: Anne Barnard, schottische Schriftstellerin und Künstlerin
- 1752: Joachim Eugen Müller, Schweizer Topograph
- 1753: William Beechey, britischer Maler
- 1760: Thomas Dolliner, österreichischer Jurist und Hochschullehrer
- 1772: Bertrand Clausel, französischer Offizier und Politiker, Gouverneur von Algerien, Marschall von Frankreich
- 1773: Robert Surcouf, französischer Korsar und Marineoffizier
- 1774: William Henry, englischer Chemiker
- 1784: Christian Krafft, deutscher Theologe
- 1785: Jacob-Elisée Cellérier, Schweizer evangelischer Geistlicher und Hochschullehrer
- 1786: William L. Marcy, US-amerikanischer Jurist und Politiker, Senator, Gouverneur von New York, Kriegs- und Außenminister
- 1787: David Assing, deutscher Arzt, Lyriker und Herausgeber
- 1788: Christian August Münckner, deutscher evangelischer Theologe
- 1791: Marie-Louise von Österreich, österreichische Prinzessin, zweite Ehefrau Napoleons I.
- 1792: Alexander Ypsilantis, griechischer General und Freiheitskämpfer
- 1796: Philipp Hindermann, Schweizer Lehrer und Dichter in Baseldeutsch
- 1797: Lucy Anderson, englische Pianistin
- 1798: Friedrich August Grotefend, deutscher Altphilologe
- 1799: Theodor von Bonin, preußischer Rittergutsbesitzer und Landrat

### 19. Jahrhundert

#### 1801–1850
- 1801: Johann von Sachsen, König von Sachsen
- 1805: William Lloyd Garrison, US-amerikanischer Schriftsteller und Vorkämpfer für die Abschaffung der Sklaverei in den USA
- 1806: François Blanc, französischer Mathematiker und Finanzier
- 1806: Stand Watie, Angehöriger der Cherokee und General des konföderierten Heeres im Sezessionskrieg
- 1807: Benjamin Wills Newton, britischer Theologe
- 1807: Heinrich Funk, deutscher Landschaftsmaler
- 1808: Peter Czakert, römisch-katholischer Geistlicher
- 1812: John Sandfield Macdonald, kanadischer Politiker, Premierminister von Ontario
- 1814: Friederike Bäuerle, österreichische Pianistin und Schriftstellerin
- 1814: Constantin Zwenger, deutscher Pharmazeut
- 1815: Isabella Braun, deutsche Jugendbuchautorin
- 1816: Barthold Jacob Lintelo de Geer van Jutphaas, niederländischer Rechtswissenschaftler, Historiker, Politiker und Orientalist
- 1818: Paul Octave Hébert, US-amerikanischer Politiker, Gouverneur von Louisiana

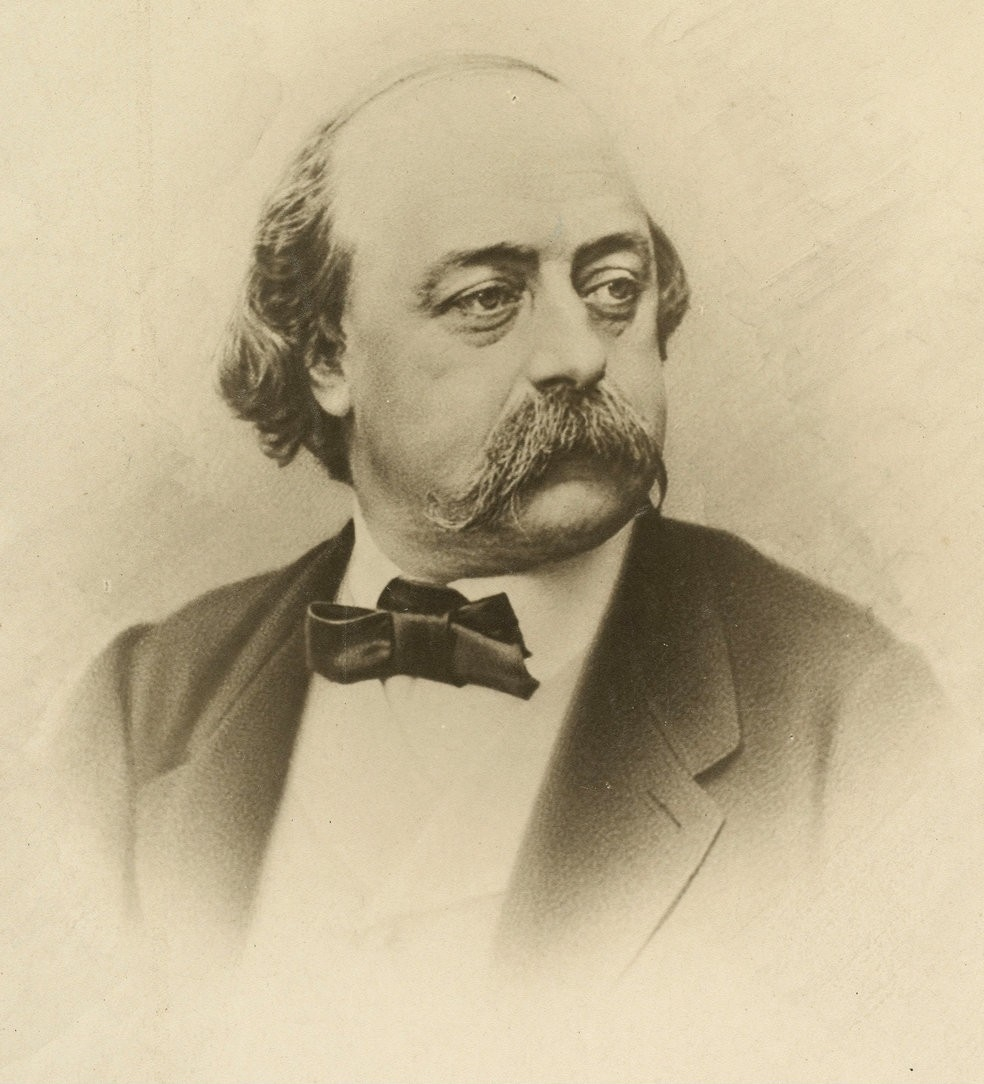
Gustave Flaubert (* 1821)

- 1821: Gustave Flaubert, französischer Schriftsteller
- 1821: Sigmund Lebert, deutscher Musikpädagoge
- 1822: Johann Anton Wilhelm von Carstenn, deutscher Unternehmer und Stadtplaner
- 1823: Kazimierz Góralczyk, polnischer Schriftsteller, Dichter und Dramatiker
- 1824: Heinrich Rudolf Genée, deutscher Schriftsteller
- 1826: Martha Coston, US-amerikanische Erfinderin und Geschäftsfrau
- 1828: Emilie Jenisch, deutsche Stifterin
- 1832: Adolf von Arnim-Boitzenburg, deutscher Politiker, MdR
- 1837: John Richard Green, britischer Priester, Historiker und Geograph
- 1839: Anna Katharina Kasch, deutsche Schriftstellerin und Übersetzerin
- 1841: Hans von Arnim, preußischer Politiker, MdL
- 1843: William P. Dillingham, US-amerikanischer Politiker, Gouverneur von Vermont, Senator

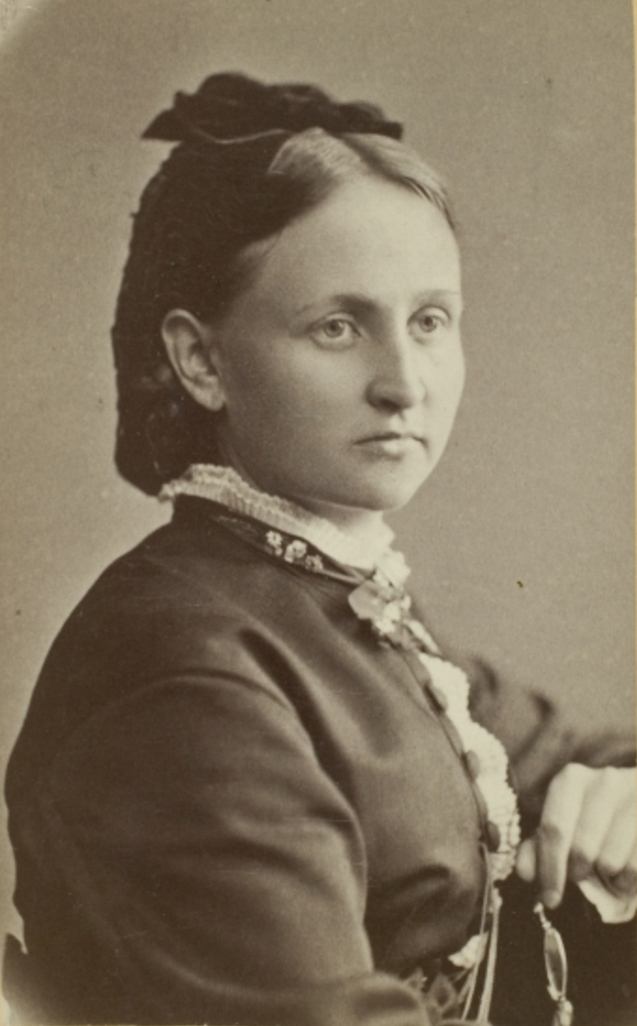
Fanny Churberg (* 1845)

- 1845: Fanny Churberg, finnische Malerin
- 1845: Anna Schneider, deutsche Frauenrechtlerin
- 1846: Eugen Baumann, deutscher Apotheker und Chemiker
- 1850: Alexei Fjodorowitsch Afanassjew, russischer Maler, Graphiker und Karikaturist
- 1850: Martin F. Ansel, US-amerikanischer Politiker, Gouverneur von South Carolina

#### 1851–1900
- 1856: Wilhelm Baldensperger, französischer Theologe
- 1857: Max Devrient, deutscher Schauspieler
- 1858: Karl von Gravenreuth, deutscher Offizier und Forschungsreisender
- 1858: Thomas Holenstein, Schweizer Jurist und Politiker
- 1859: Hans von Schubert, deutscher evangelischer Theologe und Historiker
- 1860: Jan Kasprowicz, polnischer Schriftsteller

Edvard Munch (* 1863)

- 1863: Edvard Munch, norwegischer Maler und Graphiker
- 1866: Alfred Werner, Schweizer Chemiker. Nobelpreisträger
- 1869: Clara Mannes, deutsch-US-amerikanische Pianistin und Musikpädagogin
- 1870: Willy Planck, deutscher Maler und Grafiker
- 1872: Bruno Cassirer, deutscher Verleger und Galerist
- 1872: Karel Hoffmann, tschechischer Geiger und Musikpädagoge
- 1872: Heinrich Vogeler, deutscher Künstler
- 1873: Erik Jonsson, schwedischer Sportschütze
- 1875: Gerd von Rundstedt, deutscher Generalfeldmarschall, angeklagter Kriegsverbrecher
- 1876ː Marie Therese Gosse, deutsche Pädagogin

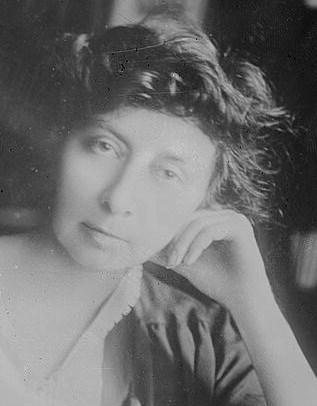
Rachel Crothers (* 1878)

- 1878: Rachel Crothers, US-Bühnenautorin und Theaterregisseurin
- 1880: Johannes Jessen, deutscher Bibelübersetzer
- 1880: Hugo Steiner-Prag, österreichisch-deutscher Buchgestalter, Illustrator und Pädagoge
- 1882: William N. Doak, US-amerikanischer Politiker, Arbeitsminister
- 1884: Ernesto de Fiori, österreichischer Bildhauer und Maler
- 1884: John Heijning, niederländischer Fußballspieler
- 1884: Sinaida Jewgenjewna Serebrjakowa, russische Malerin
- 1886: Mirko Jelusich, österreichischer Schriftsteller
- 1887: Kurt Atterberg, schwedischer Komponist
- 1887: Guido Ascoli, italienischer Mathematiker
- 1887ː Grete Schroeder-Zimmermann, deutsche Architektin und Universitätsdozentin
- 1889: Otto Scheff, österreichischer Freistil-Schwimmer
- 1889: Willy Tänzer, deutscher Fußballspieler
- 1890: Kazimierz Ajdukiewicz, polnischer Philosoph und Logiker
- 1890: Theodor Neubauer, deutscher Soziologe, Pädagoge, Politiker und Widerstandskämpfer

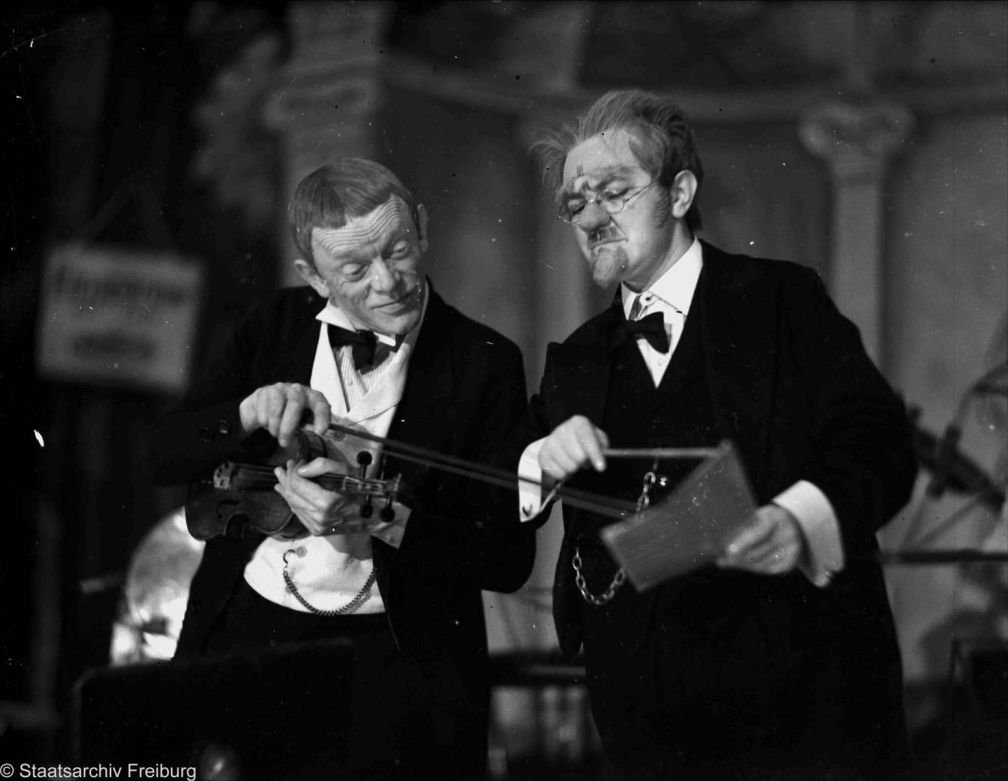
Liesl Karlstadt (* 1892)

- 1892: Liesl Karlstadt, deutsche Schauspielerin
- 1892: Hugo Kersten, deutscher Schriftsteller und Publizist
- 1892: Joseph Suder, deutscher Komponist und Dirigent
- 1893: Edward G. Robinson, US-amerikanischer Schauspieler
- 1894: Augustin Krist, tschechoslowakischer Fußballschiedsrichter und Sportfunktionär
- 1896: Jenő Ádám, ungarischer Komponist, Musikpädagoge, Dirigent und Volksliedforscher
- 1900: Nikolai Sergejewitsch Akulow, russischer Physiker
- 1900: Arthur Carron, englischer Opernsänger (Tenor)

### 20. Jahrhundert

#### 1901–1925
- 1901: Howard Koch, US-amerikanischer Drehbuchautor
- 1901: Jean Rudolf von Salis, Schweizer Historiker, Schriftsteller und Publizist
- 1902: Rose Renée Roth, österreichische Schauspielerin
- 1903: Yasujiro Ozu, japanischer Filmregisseur und Drehbuchautor
- 1905: Mulk Raj Anand, indischer Schriftsteller
- 1905: Wassili Semjonowitsch Grossman, sowjetischer Schriftsteller und Journalist
- 1905: Karl Polak, deutscher Jurist, Mitverfasser der Verfassung der DDR von 1948, Mitglied des Staatsrates
- 1905: Kurt Ferdinand Roesch, deutsch-US-amerikanischer Maler
- 1905: Manès Sperber, österreichisch-französischer Schriftsteller
- 1905: Pierre Tal-Coat, französischer Maler
- 1906: George William Andrews, US-amerikanischer Politiker, Mitglied des Repräsentantenhauses
- 1906: Liselott Baumgarten, deutsche Schauspielerin
- 1906: Willi Gayler, deutscher Forstmann
- 1906: Émile Marcelin, französischer Komponist
- 1906: Pamela Wedekind, deutsche Schauspielerin und Chansonsängerin
- 1907: Fleurette Beauchamp-Huppé, kanadische Pianistin, Musikpädagogin und Sängerin
- 1907: Ilse Fürstenberg, deutsche Schauspielerin
- 1907: Stanisław Golachowski, polnischer Musikwissenschaftler und -pädagoge
- 1909: Eugen Bjørnstad, norwegischer Automobilrennfahrer
- 1909: Karen Morley, US-amerikanische Schauspielerin
- 1909: Elis Wiklund, schwedischer Skilangläufer
- 1910: Henri Challan, französischer Komponist
- 1910: René Challan, französischer Komponist
- 1910: Friedrich Gerdes, deutscher Speerwerfer
- 1910: Helene Mayer, deutsche Fechterin
- 1911: Stanley Bate, englischer Komponist
- 1912: Henry Armstrong, US-amerikanischer Boxer
- 1912: Heinz Auspurg, deutscher Grafiker und Stadtplaner
- 1912: Thorbjørn Egner, norwegischer Kinderbuchautor
- 1913: Emma Castelnuovo, italienische Mathematikpädagogin
- 1913: Ferenc Csík, ungarischer Schwimmer
- 1914: Patrick O’Brian, britischer Autor
- 1914: Jacques de Senarclens, Schweizer evangelischer Geistlicher und Hochschullehrer
- 1915: Merl Lindsay, US-amerikanischer Country-Musiker

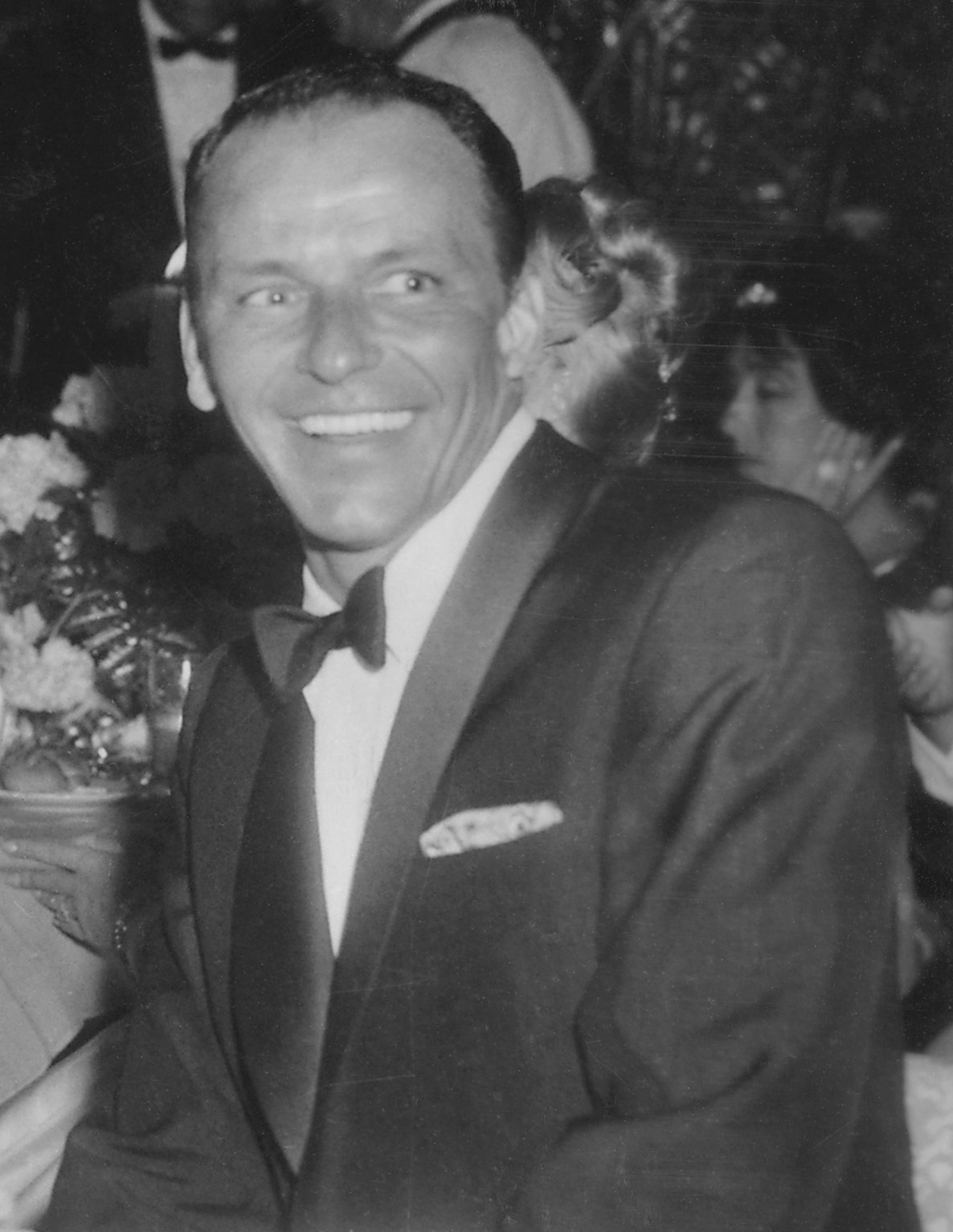
Frank Sinatra (* 1915)

- 1915: Frank Sinatra, US-amerikanischer Schauspieler, Sänger und Entertainer
- 1917: Alan Schneider, US-amerikanischer Theater- und Filmregisseur
- 1918: Harry Igor Ansoff, russisch-US-amerikanischer Mathematiker und Wirtschaftswissenschaftler
- 1919: Paavo Aaltonen, finnischer Geräteturner
- 1919: Giancarlo De Carlo, italienischer Architekt
- 1919: José Villalonga, spanischer Fußballtrainer
- 1919: Fritz Muliar, österreichischer Schauspieler
- 1919: Hermann Neuberger, deutscher Sportfunktionär, Präsident des Deutschen Fußball-Bundes
- 1920: Dick James, britischer Musikverleger
- 1921: George Frankl, österreichischer Psychoanalytiker, Philosoph und Autor
- 1922: Wassili Fjodorowitsch Borissow, sowjetischer Sportschütze
- 1922: Július Schubert, tschechoslowakischer Fußballspieler
- 1923: Žibuntas Mikšys, litauisch-amerikanischer Druckgraphiker und Schriftsteller
- 1923: Lupita Palomera, mexikanische Sängerin und Schauspielerin
- 1924: Otto Andersen, deutscher Architekt
- 1924: Edward I. Koch, US-amerikanischer Politiker, Bürgermeister von New York
- 1925ː Anne V. Coates, britische Filmeditorin
- 1925: Ursula von Dietze, deutsche Bibliothekarin
- 1925: Dodo Marmarosa, US-amerikanischer Jazzpianist
- 1925: Hans-Günther Wauer, deutscher Kirchenmusiker

#### 1926–1950
- 1926: Christa Springe, evangelische Theologin
- 1926: Elvio Romero, paraguayischer Dichter
- 1927: Horst Grabert, deutscher Politiker und Diplomat, MdA, Chef des Bundeskanzleramtes
- 1927: Dennis Herrold, US-amerikanischer Rockabilly-Musiker
- 1928: Tschingis Aitmatow, kirgisischer Schriftsteller
- 1928: Helen Frankenthaler, US-amerikanische Malerin, bedeutende Vertreterin der Farbfeldmalerei und des abstrakten Expressionismus
- 1929: Toshiko Akiyoshi, japanische Jazz-Pianistin, Komponistin, Arrangeurin und Bigband-Leaderin
- 1929: John James Osborne, englischer Dramatiker
- 1930: Gwyneth Dunwoody, britische Politikerin, MdEP
- 1930: Saša Večtomov, tschechischer Cellist
- 1932: Marianne Klussmann, deutsche Fernseh-, Rundfunk- und Synchronsprecherin
- 1932: Bob Pettit, US-amerikanischer Basketballspieler
- 1933: Fabio De Agostini, Schweizer Dramatiker, Filmregisseur und Dokumentarfilmer
- 1933: Manu Dibango, kamerunischer Saxophonist
- 1933: Makoto Iwamatsu, japanisch-US-amerikanischer Schauspieler
- 1933: Christa Stubnick, deutsche Leichtathletin
- 1934: Miguel de la Madrid Hurtado, mexikanischer Politiker, Staatspräsident
- 1934: Ramón Marsal, spanischer Fußballspieler
- 1935: Juhani Aaltonen, finnischer Jazzmusiker
- 1935: Jere Beasley, US-amerikanischer Politiker, Gouverneur von Alabama
- 1936: Iolanda Balaș, rumänische Hochspringerin
- 1936: James Lee Burke, US-amerikanischer Krimi-Schriftsteller
- 1936: Hans Fischer, deutscher Motorradrennfahrer
- 1937: Connie Francis, US-amerikanische Sängerin
- 1937: Judy Tegart, australische Tennisspielerin
- 1938: Luis Artime, argentinischer Fußballspieler
- 1940: Dionne Warwick, US-amerikanische Sängerin und Fernsehmoderatorin
- 1941: Smaranda Oțeanu-Bunea, rumänische Komponistin
- 1942: Anita Hentschel, deutsche Leichtathletin
- 1942: Angèle Albrecht, deutsche Tänzerin
- 1942: Hannelore Rönsch, deutsche Politikerin, MdB, Bundesministerin
- 1943: Dickey Betts, US-amerikanischer Musiker und Songschreiber
- 1943: Jerzy Husar, polnischer Pianist und Komponist
- 1943: Renate Schmidt, deutsche Politikerin, MdL, MdB, Bundesministerin
- 1943: Grover Washington, Jr., US-amerikanischer Musiker und Songschreiber
- 1943: Beate Weber, deutsche Politikerin, MdEP, Oberbürgermeisterin von Heidelberg
- 1943: Heiner Kühner, Schweizer Organist und Cembalist
- 1944: Alex Acuña, peruanischer Schlagzeuger und Perkussionist
- 1945: Luciano Castellini, italienischer Fußballspieler und -trainer
- 1945: Ingo Röper, deutscher Leichtathlet
- 1945: Portia Simpson-Miller, jamaikanische Politikerin, Premierministerin
- 1945: Tony Williams, US-amerikanischer Musiker
- 1946: Bruce Ditmas, US-amerikanischer Jazzschlagzeuger
- 1946: Emerson Fittipaldi, brasilianischer Automobilrennfahrer
- 1946: Renzo Zorzi, italienischer Automobilrennfahrer
- 1947: Hermann Egner, deutscher Blasmusikkomponist
- 1947: Albert Marcœur, französischer Musiker und Komponist
- 1948: Françoise de Panafieu, französische Politikerin
- 1948: Marcelo Rebelo de Sousa, portugiesischer Staatspräsident
- 1948: Roelof Wunderink, niederländischer Automobilrennfahrer
- 1949: Hans-Henning Adler, deutscher Politiker, MdL
- 1949: David Abulafia, britischer Historiker
- 1949: Franz Fuchs, österreichischer Briefbombenattentäter
- 1949: Bill Nighy, britischer Schauspieler
- 1949: Marc Ravalomanana, madagassischer Unternehmer und Politiker, Staatspräsident
- 1949: Beat Sterchi, Schweizer Schriftsteller
- 1950: Heiner Flassbeck, deutscher Ökonom
- 1950: Eric S. Maskin, US-amerikanischer Ökonom
- 1950: Richard Galliano, französischer Jazzmusiker und Komponist

#### 1951–1975
- 1951: Anatoli Aljabjew, sowjetischer Biathlet
- 1952: Päivi Aaltonen, finnische Bogenschützin
- 1952: Brenton Broadstock australischer Komponist.
- 1952: Sarah Douglas, britische Schauspielerin
- 1952: Helen Dunmore, britische Schriftstellerin und Dichterin
- 1952: Peter Haber, schwedischer Schauspieler
- 1952: Manuel Rosales, venezolanischer Politiker
- 1952: Wolf-Dietrich Rost, deutscher Politiker
- 1952: Frank Schwalba-Hoth, deutscher Politiker
- 1953: Bruce Kulick, US-amerikanischer Rockmusiker (u. a. KISS)
- 1954: Kader Abdolah, iranischer Schriftsteller
- 1955: David Atkins, australischer Regisseur, Produzent und Choreograf
- 1955: Gianna Angelopoulos-Daskalaki, griechische Politikerin und Geschäftsfrau

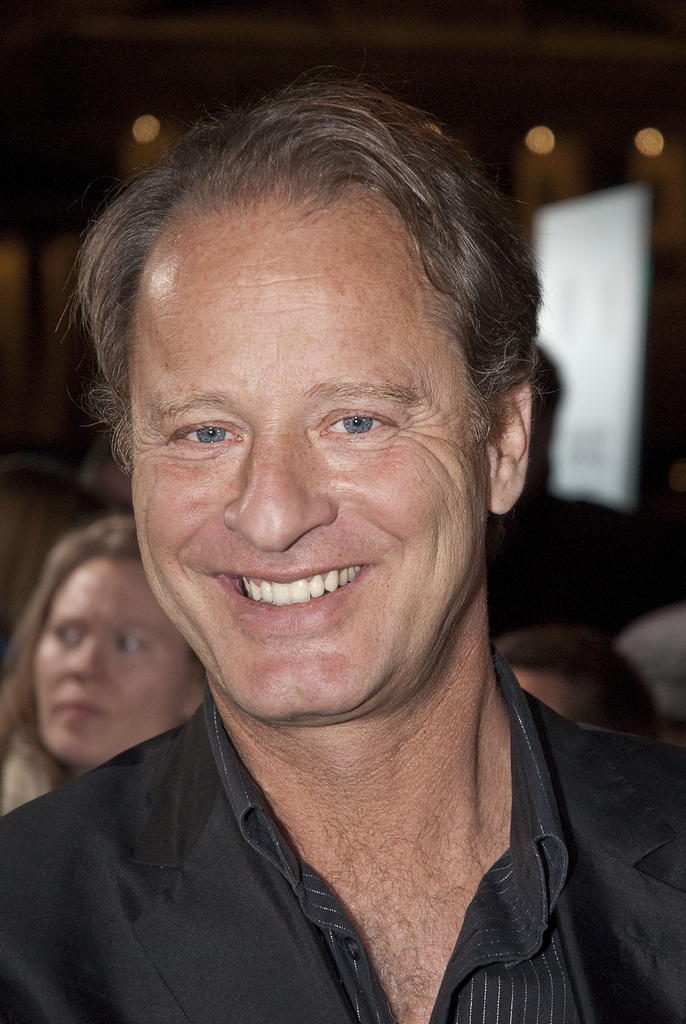
Tom Gerhardt (* 1956)

- 1956: Tom Gerhardt, deutscher Komiker
- 1957: Sheila E., US-amerikanische Sängerin und Schlagzeugerin
- 1957: Brigitte Karner, österreichische Schauspielerin
- 1957: Robert Lepage, kanadischer Film- und Theaterregisseur, Drehbuchautor und Schauspieler
- 1957: Susanna Tamaro, italienische Schriftstellerin
- 1958: Mustafa Reşit Akçay, türkischer Fußballtrainer
- 1958: Gabriele Löwe, deutsche Leichtathletin
- 1958: Sheree J. Wilson, US-amerikanische Schauspielerin
- 1958: Jelena Wodolasowa, sowjetische Schauspielerin und Sängerin
- 1960: Volker Beck, deutscher Politiker, MdB
- 1960: Martina Hellmann, deutsche Leichtathletin
- 1960: Nicola Horlick, britische Fondsmanagerin
- 1960: Andreas Knie, deutscher Sozialwissenschaftler
- 1960: Lee Kyeong-yeong, südkoreanischer Schauspieler
- 1961: Julie Giroux, US-amerikanische Komponistin und Arrangeurin
- 1961: Uwe Schulz, deutscher Politiker
- 1962: Tracy Austin, US-amerikanische Tennisspielerin
- 1962: Max Raabe, deutscher Sänger, Mitbegründer und Leiter des Palast Orchesters
- 1962: Anke Schäferkordt, deutsche Managerin
- 1963: Salman Ahmad, pakistanisch-amerikanischer Rockgitarrist
- 1963: Bernd Gummelt, deutscher Leichtathlet
- 1964: Karsten Behr, deutscher Politiker, MdL
- 1964: Terry Brunk, US-amerikanischer Wrestler
- 1964: Karsten Hilse, deutscher Politiker, MdB
- 1964: Mark Mondesir, britischer Jazz-Schlagzeuger
- 1964: Wolfram Spyra, deutscher Klangkünstler und Musiker
- 1965: Alessandra Acciai, italienische Schauspielerin
- 1965: Else Buschheuer, deutsche Schriftstellerin
- 1965: Kay Gottschalk, deutscher Politiker, MdB
- 1966: Yoshihiro Asai, japanischer Wrestler
- 1966: Maurizio Gaudino, deutscher Fußballspieler
- 1966: Ho Yen Chye, singapurischer Judoka
- 1966: Philippe Laroche, kanadischer Freestyle-Skier
- 1967: Andreas Galau, deutscher Verwaltungsbeamter und Politiker
- 1967: Walter Kogler, österreichischer Fußballspieler
- 1968: Arnulf Herrmann, deutscher Komponist
- 1968: Ralph Hönicke, deutscher Schauspieler
- 1968: Rory Kennedy, US-amerikanische Dokumentarfilm-Regisseurin und -Produzentin
- 1968: Claudia Nemat, deutsche Unternehmensberaterin und Managerin
- 1969: Christian Meyer, deutscher Radsportler
- 1969: Michael Möllenbeck, deutscher Leichtathlet
- 1970: Mädchen Amick, US-amerikanische Schauspielerin

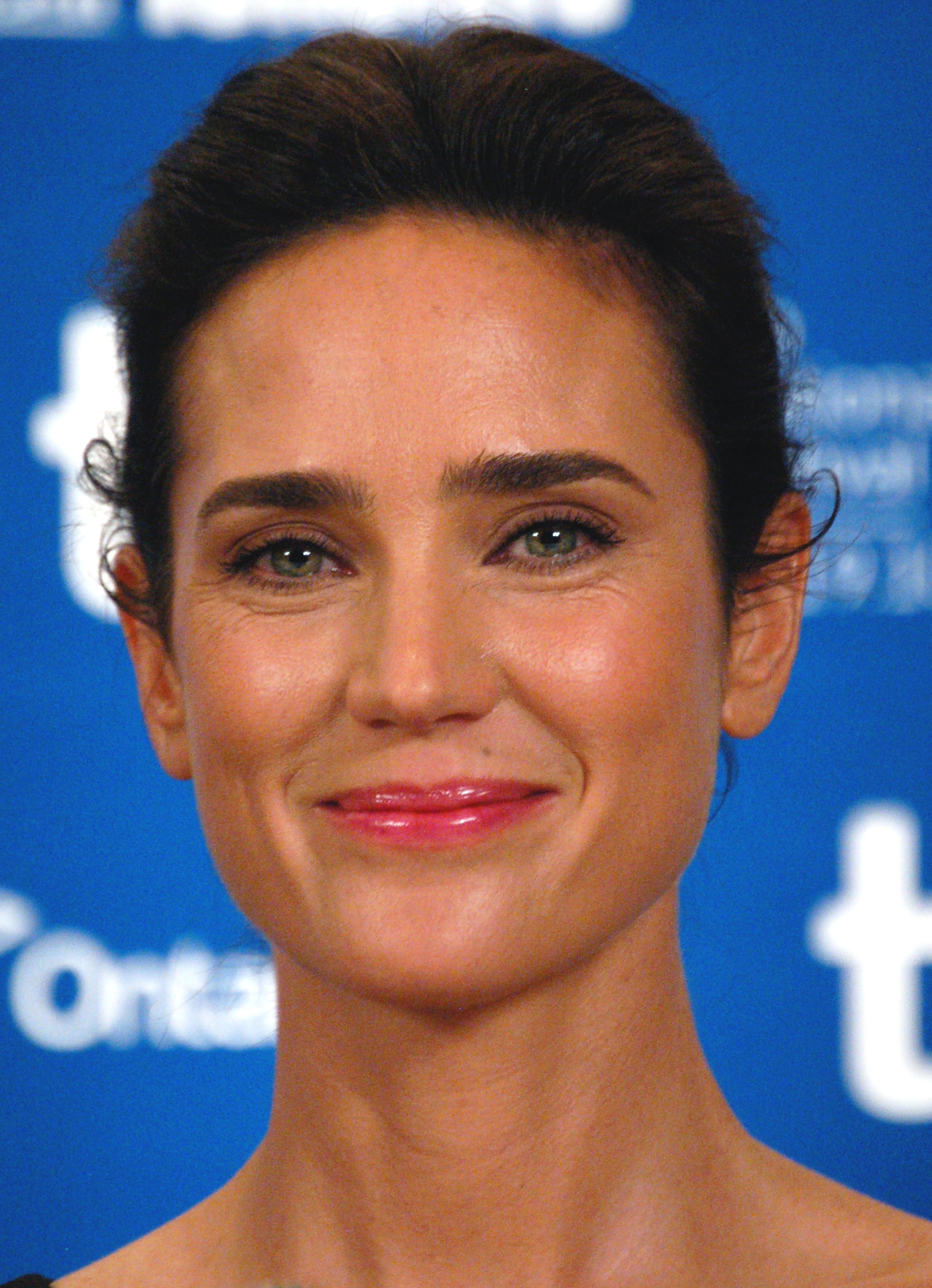
Jennifer Connelly (* 1970)

- 1970: Jennifer Connelly, US-amerikanische Schauspielerin
- 1970: Wilson Kipketer, kenianisch-dänischer Leichtathlet
- 1971: Philip Boit, kenianischer Skilangläufer
- 1971: Lamine Cissé, senegalesischer Fußballspieler
- 1971: Nick Hysong, US-amerikanischer Stabhochspringer
- 1971: Markus Schultze, deutscher Moderator
- 1971: Martin Schumacher, deutscher Maler und Graphiker
- 1971: Khassaraporn Suta, thailändische Gewichtheberin
- 1972: Tim Akers, US-amerikanischer Autor
- 1972: Sven Beuter, deutscher Dachdecker
- 1973: Sven Beuckert, deutscher Fußballspieler
- 1973: Paz Lenchantin, argentinische Rockmusikerin
- 1973: Wiebke Puls, deutsche Schauspielerin
- 1973: Matthias Reckzeh, deutscher Handballspieler und -trainer
- 1974: Kostas Karamanlis, griechischer Politiker
- 1974: Nolberto Solano, peruanischer Fußballspieler
- 1975: Donald Agu, nigerianischer Fußballspieler
- 1975: Mayim Bialik, US-amerikanische Schauspielerin
- 1975: Stefan Gödde, deutscher Moderator
- 1975: Márton Illés, ungarischer Konzertpianist, Komponist und Dirigent
- 1975: Craig Moore, australischer Fußballspieler
- 1975: Ismail Sahin, türkisch-deutscher Schauspieler

#### 1976–2000
- 1976: Maren Ade, deutsche Regisseurin, Drehbuchautorin und Filmproduzentin
- 1976: Rob Ferriol, US-amerikanischer Rennstallbesitzer und Automobilrennfahrer
- 1976: Jana Ina, brasilianische Moderatorin, Schauspielerin und Model
- 1977: Christina Becker, deutsche Radsportlerin
- 1978: Teryn Ashley, US-amerikanische Tennisspielerin
- 1978: Luciano Emilio, brasilianischer Fußballspieler
- 1978: Sanibal Orahovac, montenegrinischer Fußballspieler
- 1978: Sebastian Seifert, schwedischer Handballspieler
- 1979: Emin Ağalarov, aserbaidschanischer Sänger und Komponist
- 1979: Diego Baldenweg, australischer Filmmusik-Komponist
- 1979: Daniel Lins Côrtes, brasilianisch-neuseeländischer Fußballspieler
- 1979: Seydou M’Bodji, mauretanischer Fußballspieler
- 1979: Razundara Tjikuzu, namibischer Fußballspieler
- 1980: Berkant Göktan, türkischer Fußballspieler
- 1980: Jean-Pierre Tcheutchoua, kamerunischer Fußballspieler
- 1980: Wanda Worch, deutsche Schauspielerin
- 1981: Stephen Warnock, englischer Fußballspieler
- 1982: Heidi Løke, norwegische Handballspielerin
- 1982: Dmitri Tursunow, russischer Tennisspieler
- 1983: Johan Audel, französischer Fußballspieler
- 1983: Anna Bader, deutsche Klippenspringerin
- 1983: Christine Beier, deutsche Handballspielerin
- 1983: Michael Haaß, deutscher Handballspieler
- 1983: Jonathan James, US-amerikanischer Hacker
- 1983: Zerocalcare, italienischer Comiczeichner, -autor und Blogger
- 1984: Daniel Agger, dänischer Fußballspieler
- 1984: Mette Gravholt, dänische Handballspielerin
- 1984: Steve Missillier, französischer Skirennläufer
- 1985: Sabine Devieilhe, französische Opernsängerin
- 1985: Martina Plura, deutsche Filmregisseurin
- 1985: Monika Plura, deutsche Kamerafrau
- 1986: Sam Cronin, US-amerikanischer Fußballspieler
- 1986: Përparim Hetemaj, finnischer Fußballspieler
- 1986: Rudolf Rohaczek, österreichischer Kinderschauspieler
- 1986: Zhao Jun, chinesischer Schachspieler
- 1987: Stephan Andrist, Schweizer Fußballspieler
- 1987: Tim Kalkhof, deutscher Schauspieler

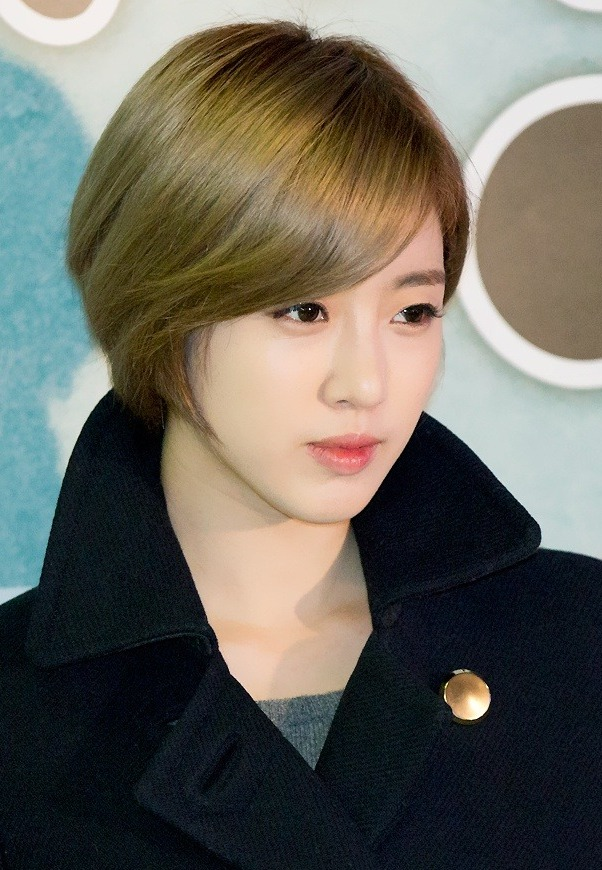
Hahm Eun-jung (* 1988)

- 1988: Hahm Eun-jung, südkoreanische Sängerin und Schauspielerin
- 1988: Cecil Remmler, deutscher Musikproduzent
- 1988: Teresa Ruiz, mexikanische Schauspielerin
- 1989: Sven Schelker, Schweizer Schauspieler
- 1990: Polat Kemboi Arıkan, türkischer Langstreckenläufer
- 1990: Prince Damien, deutsch-südafrikanischer Sänger, Songwriter, Choreograf, Tänzer und Tanzlehrer
- 1991: Jaime Lorente, spanischer Schauspieler
- 1994: Besar Halimi, kosovarisch-deutscher Fußballspieler
- 1994: Otto Warmbier, in Nordkorea inhaftierter US-amerikanischer Student
- 1995: David Kinsombi, deutscher Fußballspieler
- 1996: Miguel Bernardeau, spanischer Schauspieler
- 1996: Martine Veldhuis, niederländische Ruderin
- 1996: Mathéo Tuscher, Schweizer Automobilrennfahrer
- 1997: Zina Laus, deutsche Synchron- und Hörspielsprecherin

### 21. Jahrhundert
- 2001: Eirin Maria Kvandal, norwegische Skispringerin
- 2002: Owen Bates, englischer Dartspieler
- 2003: Mathieu Neumuller, französisch-madagassischer Skirennläufer
- 2003: Birgit Schölzhorn, italienische Biathletin
- 2004: Kerr Smith, schottischer Fußballspieler

## Gestorben

### Vor dem 16. Jahrhundert
- 0627: Rhazates, sassanidischer Feldherr
- 0884: Karlmann, König von Westfranken
- 0926: Wilhelm II., Graf von Auvergne und Herzog von Aquitanien
- 1112: Tankred von Tarent, Unterführer des Ersten Kreuzzugs, Regent von Betlehem, Fürst von Galiläa, Regent des Fürstentums Antiochia und Regent der Grafschaft Edessa
- 1143: Kakuban, japanischer buddhistischer Mönch
- 1154: Vizelin, Bischof von Oldenburg
- 1213: Wilhelm von Lüneburg, Herzog von Lüneburg
- 1302: Adolf II., Graf von Waldeck und Bischof von Lüttich
- 1395: Yolande von Flandern, Regentin der Grafschaft Bar
- 1398: Heinrich VII., Herzog von Liegnitz, Bistumsadministrator von Breslau und Bischof von Leslau in Kujawien
- 1431: Ulrich von Albeck, Bischof von Seckau
- 1446: Mircea II., Fürst der Walachei
- 1454: Jean d’Arces, Erzbischof von Tarentaise
- 1467: Jost II. von Rosenberg, Bischof von Breslau und oberster Prior der böhmischen Johanniter
- 1476: Friedrich I., Kurfürst von der Pfalz
- 1478: Johannes Mentelin, deutscher Buchdrucker und Buchhändler

### 16. bis 18. Jahrhundert
- 1539: Gabriel von Salamanca-Ortenburg, österreichischer Generalschatzmeister und Hofkanzler
- 1543: Maria Salviati, Florentiner Patrizierin, Mitglied der Familie Medici
- 1559: Andreas Aurifaber, deutscher Arzt
- 1565: Johann Rantzau, „Dreier (dänischer) Könige Oberster Feldherr und Rat“
- 1581: Jean de la Cassière, Großmeister des Malteserordens
- 1586: Stephan Báthory, König von Polen und Fürst von Siebenbürgen
- 1618: Pedro de Cristo, portugiesischer Mönch und Komponist
- 1622: Bartolomeo Manfredi, italienischer Maler
- 1631: Johannes Hartmann, deutscher Universalgelehrter
- 1635: Iwan Sulyma, Ataman der Saporoger Kosaken
- 1645: Giovanni Bernardino Azzolino, italienischer Maler, Bildhauer und Wachskünstler
- 1656: Gabriel Bengtsson Oxenstierna, schwedischer Staatsmann
- 1657: Justus Sinold, deutscher Rechtswissenschaftler
- 1659: Guillaume de Lamboy, kaiserlicher Feldherr
- 1663: Joachim Betke, deutscher evangelischer Theologe und Spiritualist
- 1671: Sibylla Ursula von Braunschweig-Wolfenbüttel, Herzogin von Schleswig-Holstein-Sonderburg-Glücksburg
- 1672: Charles Stewart, 6. Duke of Lennox, schottischer Adeliger
- 1681: Hermann Conring, Polyhistor, Leibarzt der Königin Christina von Schweden, dänischer Staatsrat und Leiter des bremen-verdischen Archivs in Stade
- 1686: Charles de Noyelle, 12. General der Societas Jesu
- 1693: Anna Magdalena von Pfalz-Birkenfeld-Bischweiler, deutsche Adelige
- 1702: Olof Rudbeck der Ältere, schwedischer Universalgelehrter
- 1705: John Easton, englischer Politiker und Gouverneur von Rhode Island
- 1706: Christian Ludwig, Graf von Waldeck und Pyrmont
- 1707: Lodovico Ottavio Burnacini, italienischer Architekt, Grafiker, Bühnen- und Kostümbildner
- 1719: Heinrich Papen, deutscher Bildschnitzer und Bildhauer
- 1721: Joseph Greissing, Hofbaumeister in Würzburg
- 1729: Johann Wilhelm Engelbrecht, deutscher Jurist und Hochschullehrer
- 1730: John Wentworth, britischer Vizegouverneur in New Hampshire
- 1739ː Anna Dober, Mährische Poetin und Verfasserin zahlreicher geistliche Lieder
- 1744: Christoph Starke, deutscher evangelischer Theologe
- 1751: Henry St. John, 1. Viscount Bolingbroke, britischer Politiker und Philosoph
- 1754: Wu Jingzi, chinesischer Schriftsteller
- 1758: Françoise de Graffigny, französische Schriftstellerin
- 1764: Johann Philipp Breyne, deutscher Botaniker, Paläontologe und Zoologe
- 1764: Christian Klausing, deutscher Orgelbauer
- 1766: Johann Christoph Gottsched, deutscher Gelehrter und Schriftsteller
- 1770: Johann Ludwig von Dorville, preußischer Justizminister
- 1771: Theodor Arnold, deutscher Übersetzer, Lexikograph, Grammatiker und Lehrer
- 1772: Johann Gottfried Seyfert, deutscher Komponist
- 1776: Anton Maria Stupan von Ehrenstein, österreichischer Geheimrat
- 1788: Friedrich Heinrich, Markgraf von Brandenburg-Schwedt
- 1792: Arthur Lee, US-amerikanischer Politiker und Diplomat
- 1797: Friedrich Erdmann, Fürst zu Anhalt-Köthen-Pleß

### 19. Jahrhundert
- 1803: Ernst Benjamin Gottlieb Hebenstreit, deutscher Mediziner
- 1805: Johann Ludwig Avenarius, thüringischer Jurist in preußischen Diensten
- 1807: Giuseppe Antonio Mainoni, französischer General
- 1812: Carlo Luca Pozzi, Schweizer Stuckateur
- 1812: Stanisław Trembecki, polnischer Dichter
- 1813: Heinrich Grenser, deutscher Holzblasinstrumentenmacher
- 1840: Jean Étienne Esquirol, französischer Nervenarzt
- 1842: Robert Haldane, schottischer Offizier und Laienprediger
- 1842: Lea Mendelssohn Bartholdy, deutsche Pianistin, Musik- und Kulturförderin
- 1843: Wilhelm I., König der Niederlande
- 1846: Charles-Alexandre Lesueur, französischer Naturforscher, Entdecker und Maler
- 1849: Marc Isambard Brunel, britischer Ingenieur, Architekt und Erfinder
- 1870: August von Voit, deutscher Architekt
- 1877: José de Alencar, brasilianischer Schriftsteller
- 1881: Florêncio Carlos de Abreu e Silva, brasilianischer Rechtsanwalt, Journalist, Autor und Politiker

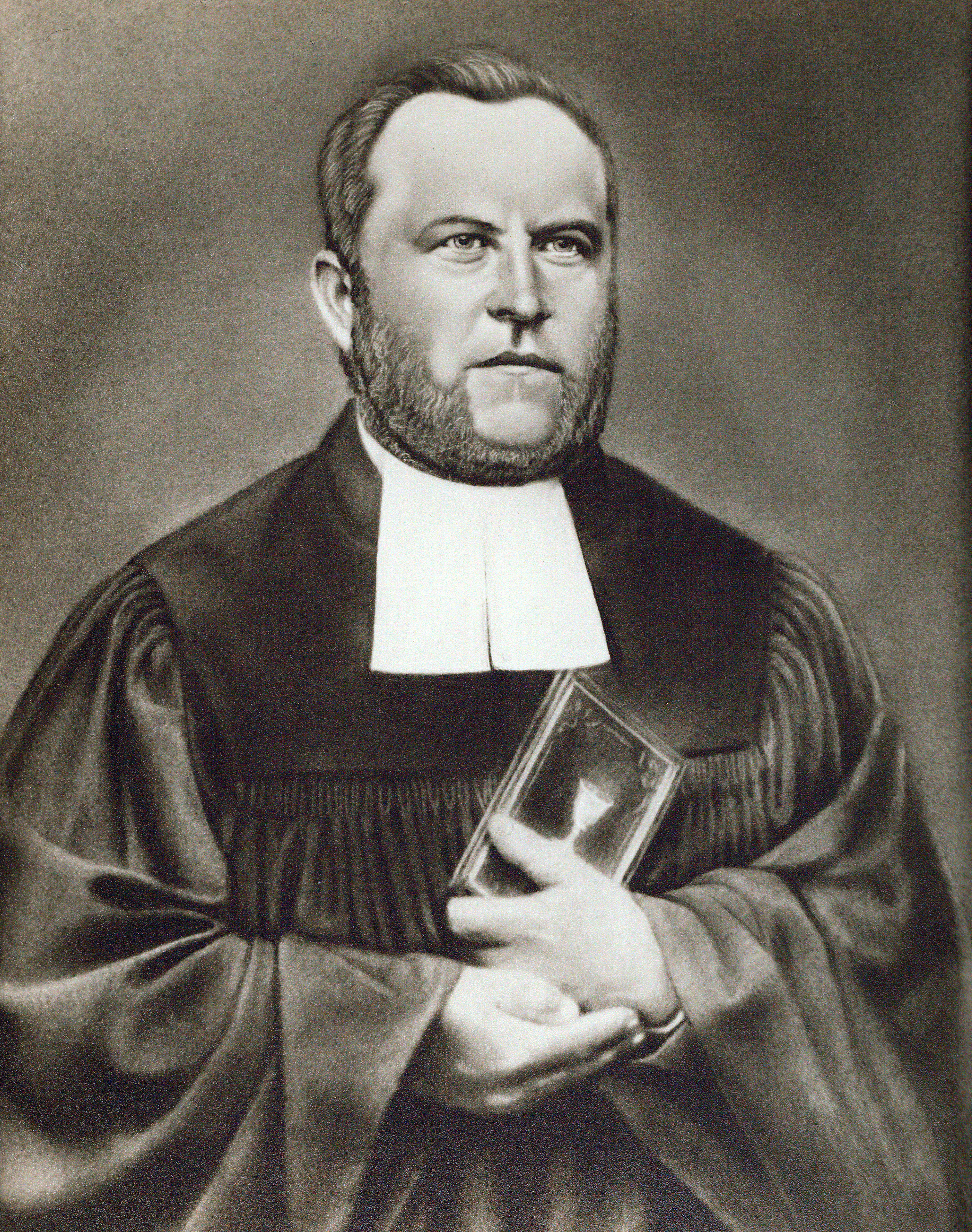
Christian Wilhelm Bronisch († 1881)

- 1881: Christian Wilhelm Bronisch, sorbischer Pfarrer und Sprachwissenschaftler
- 1886: Bertha Augusti, deutsche Schriftstellerin

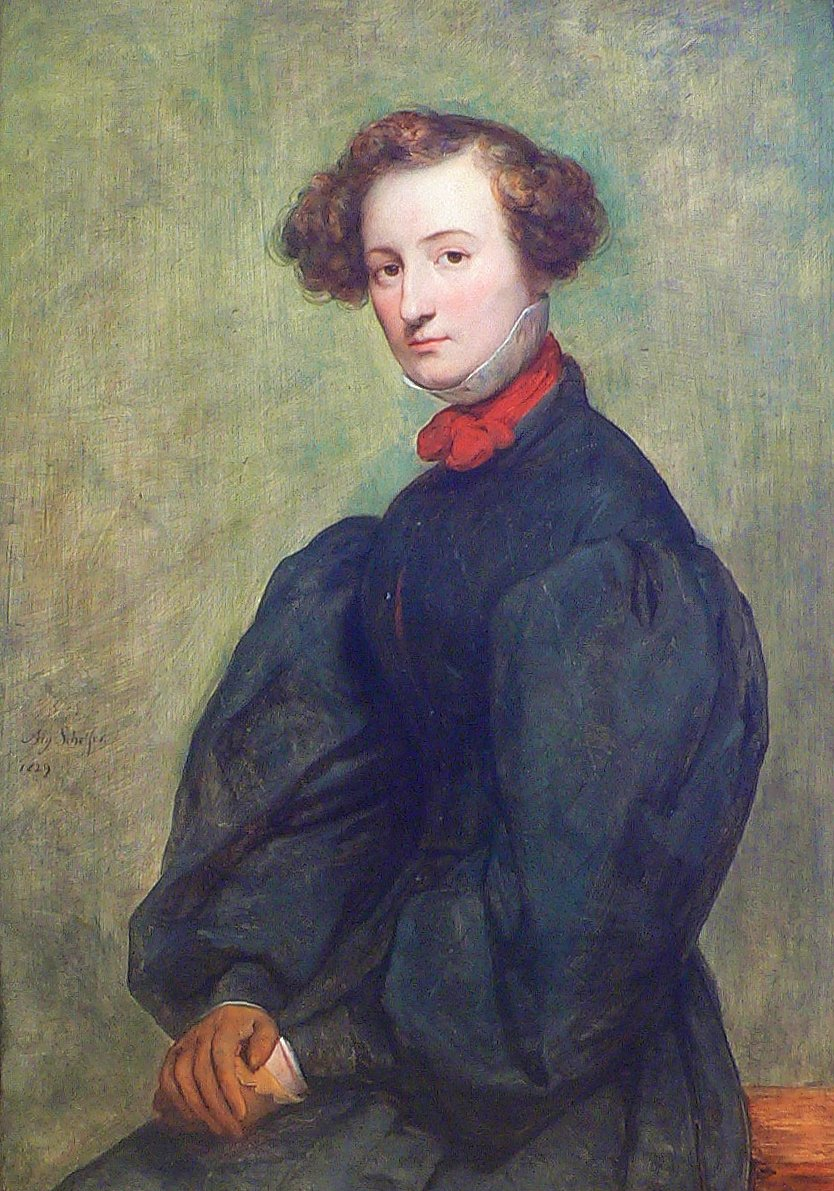
Félicie de Fauveau († 1886)

- 1886: Félicie de Fauveau, französische Bildhauerin
- 1889: Theodor Bertschinger, Schweizer Kaufmann und Politiker
- 1889: Robert Browning, britischer Dichter
- 1889: Wiktor Jakowlewitsch Bunjakowski, russischer Mathematiker
- 1891: Lydia Welti-Escher, Zürcher Patrizierin, Mäzenin und Gründerin einer Kunststiftung
- 1892: James J. Faran, US-amerikanischer Politiker
- 1894: John Thompson, kanadischer Politiker
- 1895: Friederike Müller, österreichische Pianistin
- 1896: Friedhold Fleischhauer, deutscher Violinist und Konzertmeister
- 1896: Ferdinand von Trauttmansdorff-Weinsberg, österreichischer Diplomat und Politiker
- 1897: Jaroměr Hendrich Imiš, sorbischer Geistlicher und Kulturpolitiker
- 1900: Roderich von Erckert, deutscher Ethnograph, Kartograph und Offizier in russischen Diensten
- 1900: Santo Siorpaes, italienisch-österreichischer Bergsteiger

### 20. Jahrhundert

#### 1901–1950
- 1904: Emanuel Schiffers, russischer Schachmeister
- 1905: William Sharp, britischer Schriftsteller aus Schottland
- 1910: Georg von Schleinitz, deutscher Marineoffizier

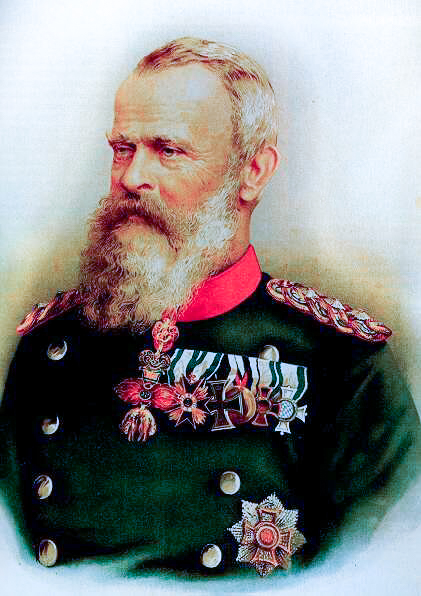
Prinzregent Luitpold von Bayern († 1912)

- 1912: August Friedrich Wilhelm Haese, deutscher Baptistenpastor
- 1912: Luitpold, Prinzregent von Bayern
- 1912: Reinhold Persius, deutscher Architekt und preußischer Baubeamter
- 1912: Susan Tolman Mills, US-amerikanische Missionarin, Pädagogin und Mitbegründerin des Young Ladies Seminary in Benicia
- 1913: Menelik II., Ex-König von Shewa und Kaiser von Äthiopien
- 1920: Edward Gawler Prior, kanadischer Politiker

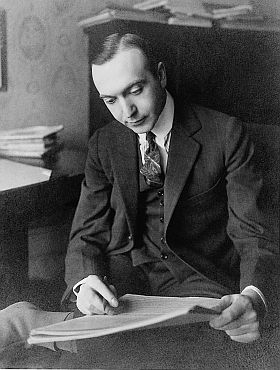
Viktor Jacobi († 1921)

- 1921: Viktor Jacobi, ungarischer Operettenkomponist
- 1922: John Wanamaker, US-amerikanischer Kaufmann und Politiker
- 1923: Raymond Radiguet, französischer Schriftsteller
- 1933: Hugo Emsmann, deutscher Konteradmiral

- 1933: Anita Rée, deutsche Malerin

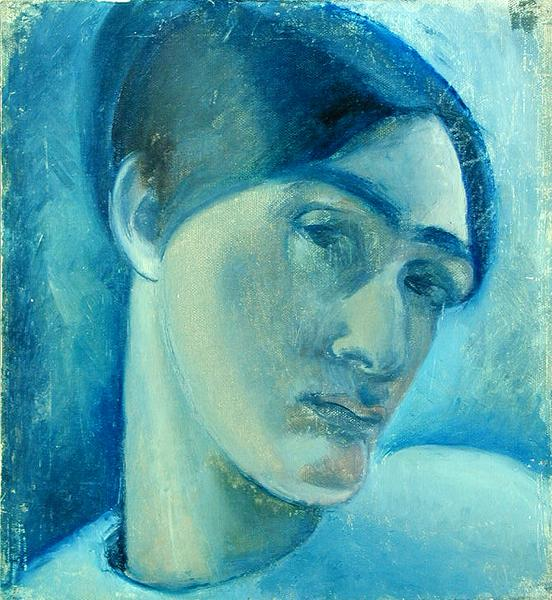
Anita Rée († 1933)

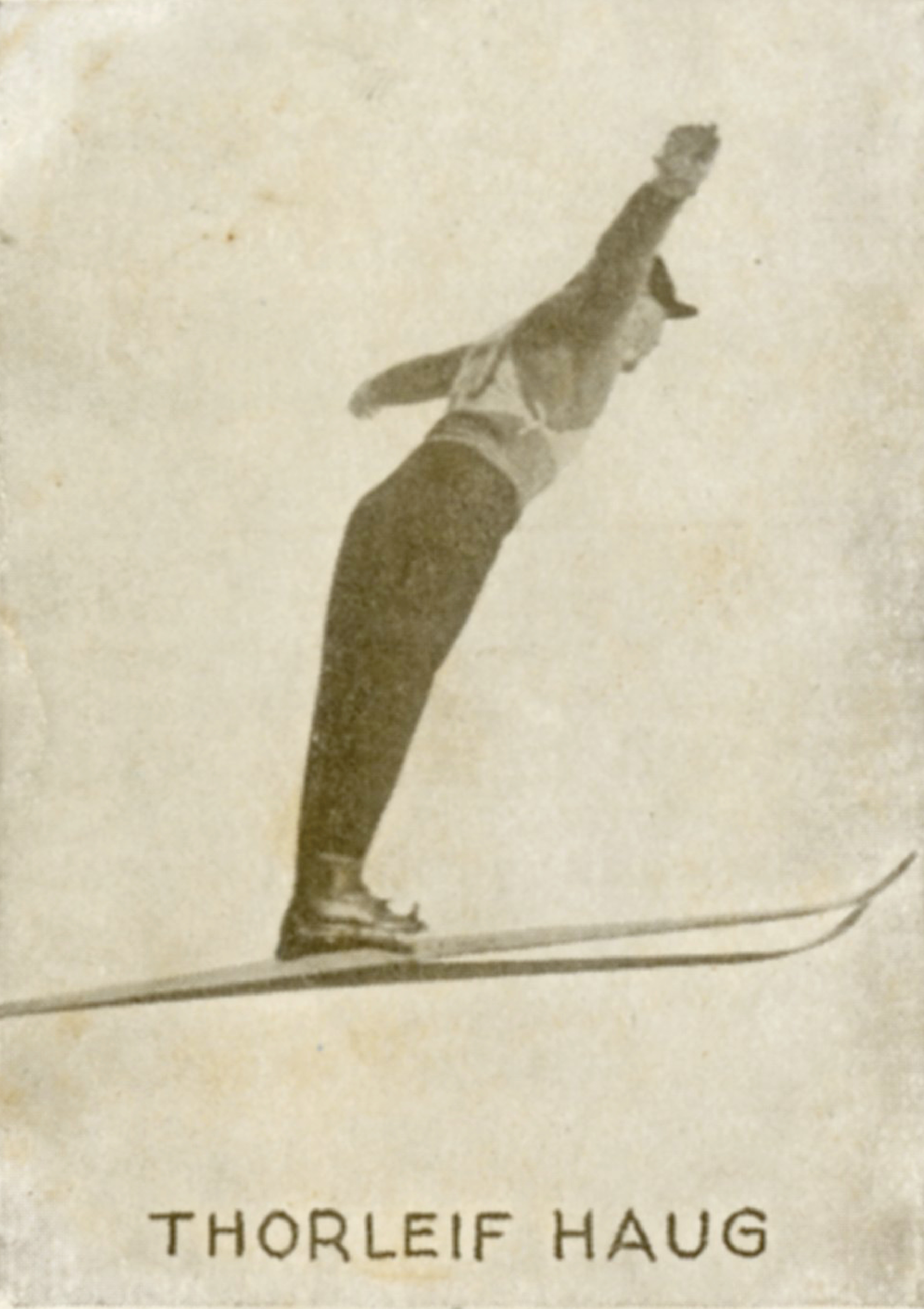
Thorleif Haug († 1934)

- 1934: Oscar Goerke, US-amerikanischer Radrennfahrer
- 1934: Thorleif Haug, norwegischer Skisportler
- 1934: Arthur Keller, deutscher Mediziner

Alfred Abel († 1937)

- 1937: Alfred Abel, deutscher Schauspieler und Regisseur
- 1937: Louis Artaud, französischer Politiker
- 1938: Theodor Heller, österreichischer Heilpädagoge
- 1939: Douglas Fairbanks sen., US-amerikanischer Schauspieler
- 1940: Ernst Aufseeser, deutscher Maler, Lithograf, Xylograf, Grafikdesigner und Hochschullehrer
- 1940: Walter von Saint Paul-Illaire, deutscher Kolonialbeamter
- 1942: Martha Harpf, deutsche Kauffrau und Politikerin (DDP, SPD), MdPl, Opfer der Schoa
- 1943: Henri Abraham, französischer Physiker
- 1943: Jean Prenant, französischer Automobilrennfahrer
- 1945: Friedrich zu Schaumburg-Lippe, deutscher Prinz letzter Besitzer der Sekundogenitur Nachod
- 1946: Renée Falconetti, französische Schauspielerin
- 1948: Johann Anetseder, deutscher Politiker
- 1948: Franjo Dugan, kroatischer Komponist
- 1950: Robert Krups, deutscher Lokalpolitiker

#### 1951–1975
- 1952: Lawrence Henry Aurie, kanadischer Eishockeyspieler und -trainer
- 1952: Bedřich Hrozný, tschechischer Linguist und Orientalist
- 1952: Max Laeuger, deutscher Künstler
- 1955: Antun Dobronić, kroatischer Komponist
- 1956: Karl Hentschel, deutscher General
- 1957: Robert Kurka, US-amerikanischer Komponist
- 1957: Ed McGivern, US-amerikanischer Revolver- und Kunstschütze
- 1958: Milutin Milanković, jugoslawischer Mathematiker, Astronom und Geophysiker
- 1959: Hans Kämpfer, Schweizer Fußballspieler
- 1961: Hauk Aabel, norwegischer Schauspieler
- 1962: Felix Aderca, rumänischer Dichter, Autor und Essayist

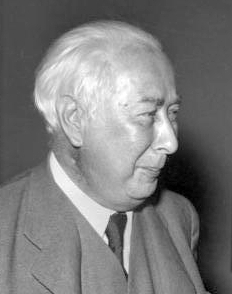
Theodor Heuss († 1963)

- 1963: Theodor Heuss, deutscher Politikwissenschaftler, Politiker, MdB, erster Bundespräsident der Bundesrepublik Deutschland
- 1963: Yasujiro Ozu, japanischer Regisseur
- 1964: Georg Bernhardt, deutscher Autor von Schachkompositionen
- 1964: Silviu Dimitrovici, rumänischer Diplomingenieur im Bauwesen
- 1965: Raymond W. Bliss, US-amerikanischer Offizier, Surgeon General of the Army
- 1965: Halvdan Koht, norwegischer Historiker und Politiker
- 1966: Wilhelm Königswarter, deutscher Politiker, MdB
- 1970: John Paddy Carstairs, britischer Schriftsteller, Filmregisseur und Drehbuchautor
- 1971: Max Mell, österreichischer Dramatiker und Lyriker
- 1972: Johanna Magerfleisch, deutsche Malerin

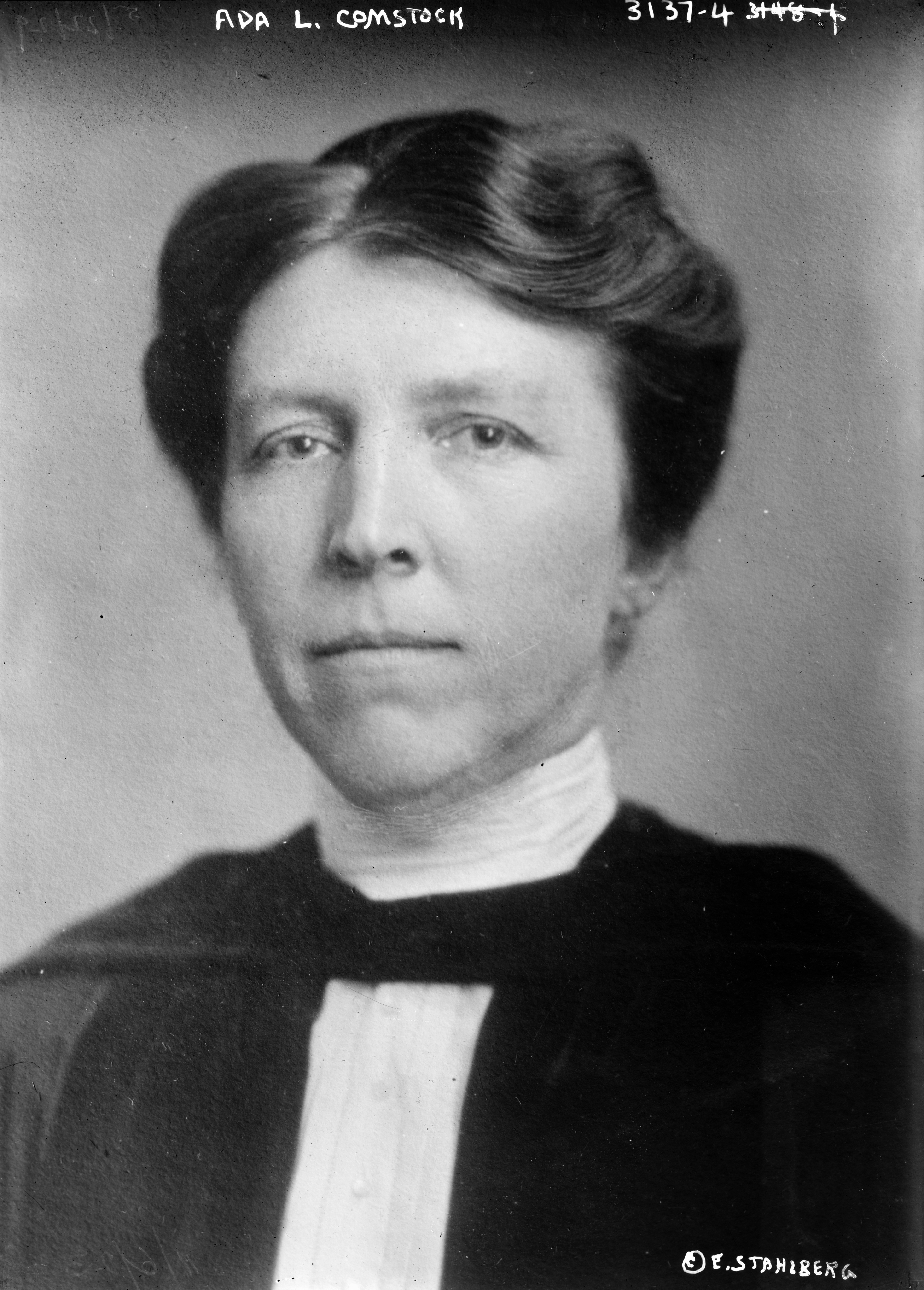
Ada Comstock († 1973)

- 1973: Ada Comstock, Amerikanische Hochschullehrerin und Hochschulpräsidentin
- 1974: Karl Arnstein, österreichischer Ingenieur der Zeppelin- und Prallluftschiffkonstruktion

#### 1976–2000
- 1976: Hermann Buddensieg, deutscher Schriftsteller, Herausgeber und Übersetzer
- 1976: Jack Cassidy, US-amerikanischer Schauspieler und Sänger
- 1981: Leopold Schmidt, österreichischer Volkskundler, Kulturwissenschaftler und Erzählforscher
- 1983: Wilhelm Karl Arnold, deutscher Psychologe
- 1985: Anne Baxter, US-amerikanische Schauspielerin
- 1985: Ian Stewart, britischer Musiker
- 1986: Carlos Ramírez, kolumbianischer Sänger und Schauspieler
- 1986: Paul Verner, deutscher Politiker, stv. Vorsitzender des Staatsrats der DDR
- 1987: Clifton Chenier, US-amerikanischer Blues und Zydeco-Musiker
- 1988: Rudolf Schündler, deutscher Schauspieler, Kabarettist und Regisseur
- 1989: Helen Creighton, kanadische Musikethnologin und Volksliedsammlerin
- 1990: Giorgio Ghezzi, italienischer Fußballspieler
- 1990: Andrea Schorta, Schweizer Romanist
- 1992: Ali Amini, persischer Politiker
- 1992: Robert Rex, niueanischer Politiker und Premierminister
- 1993: József Antall, ungarischer Historiker und Politiker
- 1993: Eitelfriedrich Thom, deutscher Dirigent und Musikwissenschaftler
- 1994: Stuart Allen Roosa, US-amerikanischer Astronaut
- 1995: Roberto Daniel Agramonte y Pichardo, kubanischer Philosoph, Soziologe und Politiker
- 1996: Marilene von Bethmann, deutsche Schauspielerin
- 1997: Alfred Ackermann, Schweizer Politiker und Unternehmer
- 1997: Richard Stanton Avery, US-amerikanischer Erfinder und Unternehmer
- 1999: Joseph Heller, US-amerikanischer Schriftsteller
- 2000: Götz Friedrich, deutscher Opernregisseur
- 2000: George Montgomery, US-amerikanischer Schauspieler

### 21. Jahrhundert
- 2001: Frieda Apelt, deutsche Politikerin und Gewerkschaftsfunktionärin
- 2001: Josef Bican, tschechoslowakisch-österreichischer Fußballspieler
- 2001: Armando T. Hunziker, argentinischer Botaniker
- 2002: Nikolai Michailowitsch Amossow, russisch-ukrainischer Herzchirurg, Konstrukteur und Buchautor
- 2002: Orlando Villas Bôas, brasilianischer Forscher
- 2002: Dee Brown, US-amerikanischer Schriftsteller
- 2002: Brigitte Desalm, deutsche Journalistin
- 2002: Mary Siragusa, dominikanische Pianistin und Musikpädagogin
- 2003: Heydär Äliyev, russisch-aserbaidschanischer Politiker
- 2003: Éva Besnyő, ungarisch-niederländische Fotografin
- 2003: Konrad Gehringer, deutscher Orgelbauer
- 2004: Herbert Dreilich, deutscher Rockmusiker
- 2005: Joseph Eric D’Arcy, australischer römisch-katholischer Bischof
- 2005: György Sándor, ungarisch-US-amerikanischer Pianist
- 2005: Gyula Trebitsch, ungarischer Filmproduzent
- 2006: Paul Joseph Arizin, US-amerikanischer Basketballspieler
- 2006: Belina, polnisch-deutsch-französische Folk-Sängerin
- 2006: Oscar Klein, österreichischer Jazzmusiker
- 2006: Alan Shugart, US-amerikanischer Erfinder
- 2007: Hans Hansen, deutscher Sportfunktionär
- 2007: Alfons Maria Stickler, österreichischer Kurienkardinal, Leiter der Vatikanbibliothek
- 2007: Ike Turner, US-amerikanischer Musiker und Produzent
- 2008: Tassos Papadopoulos, griechisch-zypriotischer Politiker
- 2008: Van Johnson, US-amerikanischer Schauspieler
- 2009: Otto Guggenbichler, deutscher Journalist und Dokumentarfilmer
- 2010: Dan Kurzman, US-amerikanischer Journalist und Sachbuchautor
- 2010: Tom Walkinshaw, britischer Renningenieur
- 2013: Maria Lidka, deutsche Violinistin und Geigenlehrerin
- 2013: Jang Song-thaek, nordkoreanischer Politiker
- 2014: Mary Jeanne van Appledorn, US-amerikanische Komponistin
- 2015: Frans Geurtsen, niederländischer Fußballspieler
- 2015: Kenneth Johnson, britischer Langstrecken-, Cross- und Hindernisläufer
- 2015: Rolando Valdés, kubanischer Bandleader
- 2016: Javier Echevarría, spanischer Bischof
- 2016: Claus Ryskjær, dänischer Schauspieler
- 2018: Wilhelm Genazino, deutscher Schriftsteller
- 2019: Danny Aiello, US-amerikanischer Schauspieler
- 2019: Peter Snell, neuseeländischer Leichtathlet
- 2020: Anneli Klemetti, finnische Schwimmerin
- 2020: John le Carré, britischer Schriftsteller
- 2020: Jack Steinberger, US-amerikanischer Physiker und Nobelpreisträger
- 2021: Kåre Berg, norwegischer Skispringer
- 2021: Byron LaBeach, jamaikanischer Sprinter
- 2021: Juri Scharow, sowjetischer Fechter
- 2022: Anton Šoltýs, tschechoslowakischer Skirennläufer
- 2023: Fusa Tatsumi, japanische Supercentenarian

## Feier- und Gedenktage
- Kirchliche Gedenktage
  - Hl. Vizelin, Glaubensbote unter den Wenden, Bischof von Oldenburg (evangelisch, römisch-katholisch)
  - Hl. Finnian von Clonard irischer Prediger und Bischof von Clonard
- Namenstage
  - Chantal, Johanna, Finn, Finnian
- Staatliche Feier- und Gedenktage
  - Kenia: Unabhängigkeit von Großbritannien (1963)

Weitere Einträge enthält die Liste von Gedenk- und Aktionstagen.